# 曼徹斯特聯足球俱樂部
曼聯足球俱樂部（英語：Manchester United Football Club）簡稱曼聯（Manchester United），是一家位於英國大曼徹斯特郡特拉福德的足球俱樂部，前身為成立於1878年的「紐頓希夫LYR」，1902年改名為曼聯。目前於英格兰足球超级联赛作賽。球隊主場為奧脫福球場。
曼聯曾是英格蘭最成功的足球俱樂部，共擁有67項冠軍獎盃，並同時保持英格蘭頂級聯賽及英格蘭社區盾最多冠軍的紀錄。曼聯在英超一共獲得13個冠軍、6個亞軍和4個季軍，在2009年獲得冠軍後成為英格蘭足球史上第一支二度完成三連霸的球會。曼聯在1968年奪得歐冠盃後成為第一個贏得歐洲冠軍的英格蘭球會，之後在1999年及2008年兩度贏得冠軍。其中1998-1999赛季更創出三冠王的佳績，是英格蘭唯二有此成績的球會（另一隊是曼城）。曼聯在1991年及2017年分別贏得歐洲盃賽冠軍盃及歐霸盃，囊括歐洲三大盃冠軍。1999年及2008年曼聯又贏得洲際盃及世界冠軍球會盃。

## 球會歷史

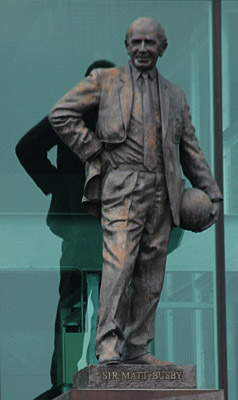
曼联传奇教头巴斯比爵士

### 早年時期（1878年—1945年）
曼联成立于1878年，前身是由位於紐頓希夫的蘭開郡和約克郡鐵路公司（Lancashire and Yorkshire Railway）的鐵路工人所成立的紐頓希夫LYR足球會（Newton Heath LYR F.C.）。1902年时遭遇经济困难，在获得約翰·亨利·戴维斯的资金援助后改名为曼彻斯特联隊。1908年，曼联第一次夺得英格兰顶级联赛冠军，次年又首获英格兰足总杯，並开始在英格兰足坛取得成绩。但是球队在1910年代和1940年代的两次世界大战之间陷入了低潮，三十多年没有获得重要荣誉。

### 畢士比皇朝（1945年—1969年）

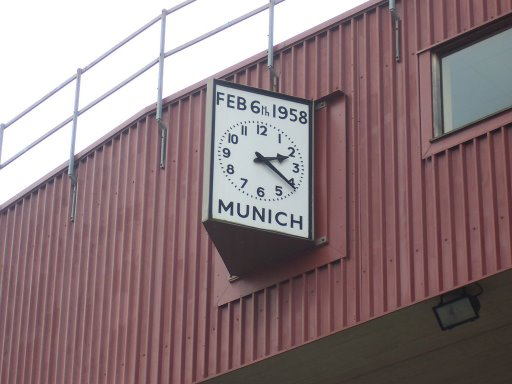
球場東南角紀念慕尼黑空難的時鐘

1945年，苏格兰主帅马特·巴斯比开始了他长达24年的执教时期，球队开始进入历史上第一个辉煌时期，在十余年内夺得三次联赛冠军和一次足总杯。然而1958年2月6日發生的慕尼黑空难造成八名球员死于空難，被後人追忆为「巴斯比宝贝」，另外有包括巴斯比、博比·查尔顿在内的十多人受伤，球队从最高峰跌入低谷，该季结束后曼联仅仅名列联赛第九。
之后的曼联开始重建球队，包含丹尼斯·劳、乔治·贝斯特等众多名将被引入阵中。曼联传奇球星博比·查尔顿也从伤病中恢复並成为曼联王牌前锋。在1967/68年赛季慕尼黑空难10周年之际，于欧冠决赛中4:1大胜葡萄牙球队本菲卡，成功夺得该队隊史上第一座欧冠奖杯，而巴斯比也荣获英女王颁发的爵士爵位。

### 低潮期（1969年—1986年）
在巴斯比爵士退休后，球队成绩再次陷入低谷，在十多年内连续更换过5位主教练，但是都没有获得联赛冠军。1971年，球队标志性人物乔治·贝斯特因纪律问题宣布退出足坛，年仅26岁。1973年传奇射手丹尼斯·劳离开曼联加盟同城对手曼城。1974-1975年赛季，曼联在联赛最后一轮与曼城的同城德比被旧将丹尼斯·劳攻入致命一球导致落败，惨遭降级，而导致老东家降级的丹尼斯·劳亦随即退役。1981年罗恩·阿特金森擔任曼联的主教练，球隊成績有所好轉。

### 費格遜皇朝（1986年—2013年）

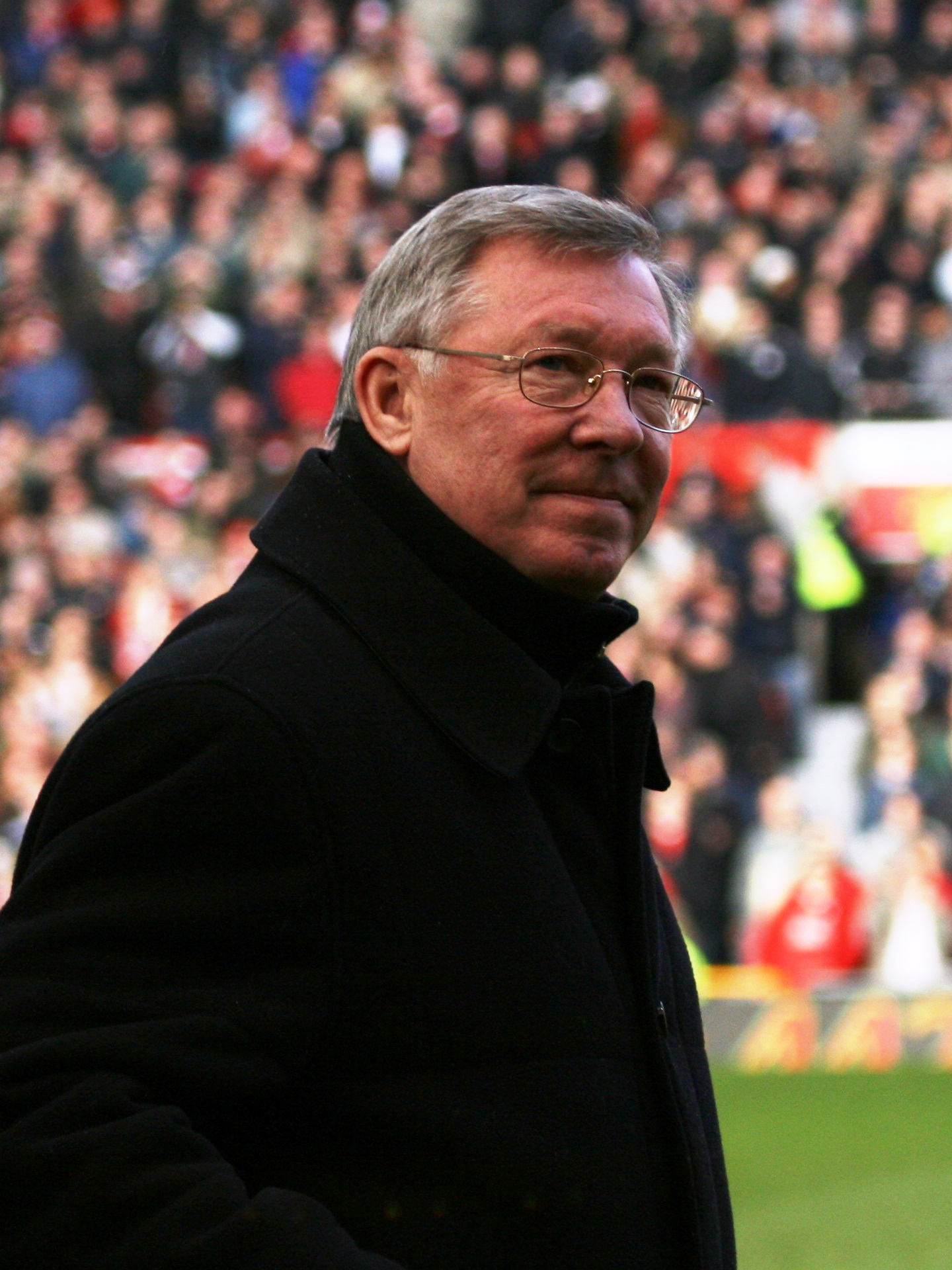
曼联传奇教头亞歷士·費格遜爵士

1986年11月，蘇格蘭籍主帅弗格森接替朗·艾堅遜执掌球队，他在随后的26年中创造一个新的时代，被誉为曼联历史上最成功的主教练。
費格遜上任初期曼聯的成績一般，他執教的首场比赛就以0-2败给牛津联，而第一個球季只取得聯賽第十一名，之后除了1988年取得聯賽亞軍外，曼聯的成績比前任領隊朗‧艾堅遜領軍時還差，費格遜甚至一度到了被辭退的边缘。不过在1990年的英格蘭足總杯冠軍成為費格遜執掌曼聯後首個大賽錦標，也成為費格遜免於被辭退的還魂丹。随着白賴仁·笠臣和马克·休斯等名将日趋成熟，以及「大帝」艾力·簡東拿和保罗·因斯等球员的加入，曼联在1990年之後實力開始逐步增强，並在英超元年的1992/93年赛季夺得英超冠军，而弗格森的曼联王朝也就此拉开了序幕。在之后的英超联赛中，曼联居于至上的统治性地位，在五个赛季內四度夺得冠军，只曾在1994/95赛季屈居亚军，败给了冠军布莱克本流浪者。而在欧洲赛场上，曼联夺得了1990/91年赛季的歐洲盃賽冠軍盃，也英国球队重返欧洲比赛后的第一座赛事奖杯。同时，費格遜也非常重视球队的青训系统，在他的选拔和任用下，傑斯、碧咸、史高斯和内维尔兄弟等青年才俊相继进入曼联一线队伍，为日后曼联取得更大的辉煌打下了基础。
1997-1998年赛季，由于季前指標性人物坎通纳突然宣布退役，曼联的士气受到影响，而由温格所率领的阿森纳亦开始崛起。最终本赛季曼联只取得联赛亚军。但是随着「92'黄金一代」的成熟以及史譚和「黑雙煞」约基和安迪·科尔的加盟，曼联在1998-1999年赛季迎来了辉煌。

#### 1998年—1999年

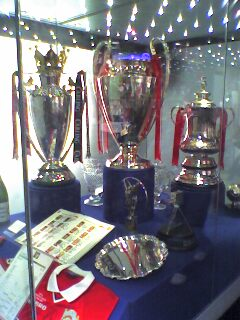
1999年「三冠王」

在1998-1999年赛季英超联赛中，曼联2:1力克热刺，以1分优势壓倒阿仙奴拿下英超冠军；足总杯中，曼联先後淘汰米德尔斯堡、利物浦及車路士三支英超勁旅，進入準决赛，又与阿森纳上对决，两队在首場战平，几天后进行了重赛，90分钟内战成了1-1，加时赛中曼联门神舒梅切尔扑出了阿森纳前锋的点球，随后傑斯连过4人后劲射破门帮助曼联2:1力克阿森纳，最后在足总杯决赛中曼联2:0轻取纽卡斯尔联夺得足总杯冠军；在欧冠赛场，曼联先后击败国际米兰、巴塞罗那，反勝尤文图斯后進入决赛，决赛面对德甲的拜仁慕尼黑，曼联在球賽90分钟時仍以0:1落后，伤停补时阶段依靠特迪·谢林汉姆和索尔斯克亚先后接应大卫·贝克汉姆开出的两记角球破门，捧得了欧洲冠军联赛奖杯，成就了「三冠王」的伟业，而費格遜也荣获英女王颁发的爵士爵位。

#### 2000年—2006年
夺得「三冠王」随后的两个赛季，曼联欧冠卫冕失利，但拿到了两次英超冠军，成就了英超三连冠。可是随着三冠王时代主力球员的逐渐老化和离开，曼联开始走下坡路。2001-2002年赛季，曼联被阿仙奴超越，丢失英超冠军。在随后的2002-2003年赛季，依靠着范尼斯特鲁伊的状态，曼联重夺英超锦标。这个赛季结束后贝克汉姆离开曼联，曼联引进了當年掘起的葡萄牙超新星C朗作為接任，並穿起球會傳奇7號球衣被寄於厚望，曼联球队阵容开始重建。2003-2004年赛季，阵容实力达到巅峰的阿仙奴和得到超级富豪资金支持而大量买入球星的切尔西的崛起，再加上利物浦有拉法埃爾·賓尼迪斯的加盟，让曼联在英超联赛陷入低谷，而在欧冠中亦被由穆里尼奥所率领的波尔图所击败。在随后的两个赛季，由何塞·穆里尼奥所率领的車路士统治了英超联赛，曼联只能为亚军而战，在欧冠中更被AC米兰双杀以及小组赛未能出线。

#### 2006年—2009年
随着葡萄牙球星C罗、英格蘭球星鲁尼等年轻球员的日趋成熟，史高斯、傑斯的状态回勇，以及维迪奇、艾夫拿等强援的不断加盟，弗格森治下的曼联开始重新崛起。2006-2007年赛季，曼联力压切尔西和阿森纳重夺英超冠军，在欧冠上也杀入四强。
2007-2008年赛季，曼联在英超联赛以两分优势力压車路士卫冕；在欧冠中击败里昂、羅馬、巴塞罗那等强队一路杀入决赛，决赛中曼联PK大戰击败車路士夺得历史上第三座欧洲冠军奖杯。
2008-2009年赛季，曼联夺得世界冠軍球會盃和英格兰联赛杯，成功卫冕英格兰超级联赛冠军。这个冠军亦是曼联的第18个英格兰顶级联赛冠军，成功追平利物浦的纪录，再次成就英超三连冠。不过曼联在2009年欧洲冠军联赛决赛以0:2不敌巴塞罗那，未能卫冕欧洲冠军杯冠军。

#### 2009年—2010年
2009年夏天，葡萄牙球王C朗以創紀錄的8,000萬英鎊的身價轉會西甲豪門皇家馬德里，隨後另一主力前鋒特维斯轉投曼城。為了填補两大将离隊的损失，曼联引进了路爾斯·華倫西亞和迈克尔·欧文。該年英格兰社区盾比赛中，曼联12碼負於車路士，无缘冠军。曼聯亦連續第14屆參與欧洲冠军联赛，可惜於八強賽敗在拜仁腳下出局。拜仁自01年後再次殺入欧冠準決賽，而曼聯出局令英超球隊7年來首次未能在欧冠4強取得任何席位。聯賽也在最後一輪車路士以八比零大勝史篤城之後以一分之差未能衛冕成功。慶幸的是聯賽盃決賽擊敗阿士東維拉成功衛冕。

#### 2010年—2011年
曼聯在本賽季的首要目標是重奪上季失落的聯賽冠軍，賽季前引進了墨西哥前鋒「小豌豆」靴南迪斯。曼聯於2010年8月8日在以3-1擊敗車路士奪得社區盾冠軍先拔頭籌。曼聯於2011年4月16日0-1敗給同市宿敵曼城四強止步。2011年5月14日，曼聯作客伊活公園1-1賽和布力般流浪後提前一輪奪得英格蘭超級聯賽冠軍，以19次頂級聯賽冠軍打破利物浦的舊紀錄。曼聯亦連續第15屆參與欧冠，更四季內三次晉身決賽，可惜於2011年5月28日在以1-3敗給巴塞隆拿，未能獲得冠軍。由此可見，曼聯在培訓和轉會市場中為己隊增添了一定的實力和持久性。

#### 2011年—2012年
轉會期之初便迎來了西班牙天才國門大衛·迪基亞、本土國腳菲尔·琼斯和艾殊利·楊格，對於接下來還會出現甚麼樣的收購，各方媒體便作出了極多忖測，無數天王級球星和世界各地年輕天才的名字都紛紛與曼聯牽扯上。但是不久之後，領隊費格遜卻宣佈今夏的收購行動經已結束。
3名新將加上外借回收的丹尼·维尔贝克、汤姆·克莱维利與基斯·斯摩寧，這群少年紅魔加上了鲁尼、蘭尼、哈维尔·埃尔南德斯與安達臣，合組成令人期待的正選名單。隨著首輪客戰西布朗時，維迪與費迪南相繼傷出，曼聯年輕的先發陣容正式面世。雖然在首戰中只能驚險地於末段上演絕殺，仅以2:1勝對手，換來各方疑慮。次輪聯賽，年輕的曼聯兵不血刃地以3:0輕取近年急速冒升的熱刺。第三輪，更以8:2的歷史性紀錄大勝宿敵阿仙奴。第四輪，5:0輕取保頓。至聯賽第五輪，曼聯主場迎戰車路士，以3:1勝出。為費格遜執教25年來，最佳聯賽開局。
在一個絕佳開局以後，球隊問題開始暴露，在1:1賽和史篤城一役中場失去主導，雖然緊接以2:0輕取諾域治，但其後再賽和紅軍，年輕的球隊開始使人擔憂。果然其後在迎戰曼城時，中場線完全被擊潰，兩翼亦遭針對性鉗制，結果歷史性地於主場大敗，被同市宿敵以6:1痛擊。遭此挫敗後，年輕的球隊接連三週取勝。然而三場賽事均只能少勝1:0，且對手為愛華頓、新特蘭及史雲斯，實力本被看淡，球隊前景仍難使人釋疑。
2011年12月8日，作客1:2不敵瑞士球隊巴素利，於歐冠盃小組第三名出局。2012年1月8日，英格蘭足總盃第三圈對陣同城死敵曼城時，曼聯傳奇中場、退休了半季的史高斯宣告復出，暫時解決曼聯中場荒。該場比賽曼聯以3-2擊敗曼城。比賽過後，史高斯宣佈他會為曼聯踢至季尾。2012年3月15日，於歐霸盃16強總比數3-5不敵西班牙球隊畢爾包出局。2012年5月13日，與同城死敵曼城競爭至最後一輪聯賽仍未分出勝負，曼聯最後一輪聯賽作客1-0擊敗新特蘭。另一方面曼城主場迎戰昆士柏流浪，昆士柏流浪一度反超前2-1，最後曼城在下半場超長補時5分鐘內，連入兩球反勝對手，阿古路打入绝杀波，曼联最终以净胜球劣势不敌曼城，遗憾不能卫冕英超冠军。

#### 2012年—2013年
2012年夏天，曼聯成功邀請宿敵阿森纳的前鋒罗宾范佩西加盟，而這位荷蘭中锋加盟後也有好表現，先後在對陣利物浦、阿仙奴、車路士和曼城的四場英超大戰中取得進球，再加上「小豌豆」靴南迪斯表現回勇，令曼聯於聯賽積分榜拋離第二位的曼城10分之多，歐冠方面，分組賽首4場賽事全部勝出，取得出線權，但於16強領先下纳尼被罰一張毫無爭議性紅牌，最終不敵皇家馬德里，總比數2-3出局。
同年4月1日，於英足盃8強重賽不敵車路士，總比數0-1，未能實現雙冠。
2013年4月22日，曼聯確定提前奪得第13座英超冠軍，也是球會史上第20次奪得頂級聯賽冠軍，拋離死敵利物浦的18次冠軍。罗宾范佩西在本赛季为球队打入了26粒联赛进球，成为英超的神射手。5月8日，領隊費格遜爵士宣佈於本季球賽結束後退休，結束在曼聯26年間的執教生涯。他的職位將由於愛華頓執教的領隊莫耶斯接替，同时生姜头斯科尔斯也宣布退役，任职于曼联达十年之久的大卫吉尔也离开了曼联。

### 混沌時期（2013年－至今）
費格遜退休後，曼聯頻繁更換教練，球隊的表現也變得起伏不定。從2013年起先後被大衛·莫耶斯、瑞恩·吉格斯（臨時領隊）、路易斯·雲高爾、若泽·穆里尼奥、奥勒·居纳尔·索尔斯克亚、迈克尔·卡里克（臨時領隊）、拉尔夫·朗尼克、埃里克·滕哈赫及魯賓·阿莫林教練執教，在11年裏更換了8次教練，其中有6次是被解僱。當中雖然曾經獲得如歐霸盃及足總盃等重要錦標，但卻再也未能染指英超冠軍與歐冠錦標。

#### 2013年—2014年：莫耶斯接班、急速下滑
2013-2014球季為莫耶斯上任後的第一個英超球季。曼聯以上季英超冠軍身份迎戰上季足總盃冠軍的英冠球會韋根，最終曼聯兩球擊敗韋根，奪得英格蘭社區盾。這個冠軍除了曼聯第二十個英格蘭社區盾冠軍，亦是新帥莫耶斯加盟球隊後首個冠軍，也是莫耶斯在教練生涯首項冠軍。
2013年9月2日，在賽季前轉會期間的最後一天，曼聯成功以2750萬英鎊簽下埃弗顿中場马鲁万费莱尼。
可惜在聯賽展開後，莫耶斯帶領的曼聯成績不如人意，先後在主客兩循環被宿敵利物浦及曼城打敗，聯賽排名一直在前五名之外，更在足總盃第三圈出局。2014年1月25日曼聯官方宣布，以破球會紀錄的3710萬英鎊從車路士引进中場胡安·马塔。4月20日，聯賽作客0-2不敵愛華頓，正式宣佈無緣下屆歐冠，同時終止球隊連續十八年參加歐冠的紀錄。最後曼聯在這球季只取得聯賽第七名，是曼聯歷來最差的英超排名，連來季歐霸盃的參賽資格也失落了。4月22日，曼聯宣布解僱莫耶斯，結束其不足10個月的任期，並由傑斯兼任暫代領隊。這個賽季季也是曼聯英超以來最黑暗的賽季。

#### 2014年—2015年：雲高爾上任、重返歐聯
2014年5月19日，曼聯宣佈執教荷蘭國家足球隊的路易斯·雲高爾將接替暫代領隊傑斯成為來季新任領隊。而傑斯則被委任為助理領隊。
2014年6月27日，曼聯官方宣佈，正式簽下西班牙中場安德爾·埃雷拉，雙方簽約四年。同日簽下南安普顿左閘，轉會費達到3100萬鎊，他也成為世界身價最高的年輕球員。
2014年7月24日，曼聯以7-0大勝洛杉磯銀河，取得美國之旅開門紅。2014年7月27日，曼聯以3-2力擒羅馬。2014年7月30日，曼聯對陣國際米蘭。經過90分鐘激戰，雙方戰成0-0平手。在12碼大戰中，曼聯的艾殊利楊格、靴南迪斯、卡華利、香川真司和費查均命中，國米則有安東奧利在第四輪射門擊中門楣，最終曼聯以5-3獲勝。2014年8月3日，曼聯以3-1擊敗皇家馬德里。2014年8月4日，曼聯於美國季前賽國際冠軍盃決賽3-1擊敗利物浦奪冠，为新赛季的英超征程取得了绝佳开局。
但曼聯於聯賽並未延續季前賽的良好狀態，首輪便以1-2不敵史雲斯。2015年3月22日（第30輪聯賽），曼聯續以4-1-4-1陣式作客利物浦，曼聯上半場14分鐘，靠馬達的反擊先開紀錄。利物浦隊長謝拉特在下半場後備上陣，但踢了僅43秒就因為踐踏靴里拉被紅牌趕出場，慘淡結束其最後一場雙紅會。踢多一個的曼聯在59分鐘再由馬達一記精彩的掛射，最終作客以2-1擊敗死敵。2015年5月17日（第37輪聯賽），曼聯該季主場最後一場賽事1-1賽和阿仙奴，5月24日（末輪聯賽），最終曼聯和作客0-0戰和侯城，獲得聯賽殿軍，並取得來季參加歐聯的資格。
聯賽盃派出青年軍之下出閘即脫腳大敗予米爾頓凱恩斯0-4。足總盃8強在主場被阿仙奴以2-1淘汰出局，也是近八年來首次在主場敗給阿仙奴。

#### 2015年—2016年：破紀錄奪足總杯、痛失前四
季前的轉會市場，曼聯簽入燕豪芬射手迪比、意大利後衛達米安、拜仁慕尼黑中場大將舒韋恩史迪加、法國前鋒小將馬斯亞等七位球員，其中最後者於處子球季表現搶鏡，掃除外界對他以3660萬鎊轉會費（總價值最高可達到5860萬鎊）此20歲以下球員最高身價紀錄加盟的質疑。另外，范加爾亦從青年軍中提拔拉什福德等球員。
球季伊始，曼聯於聯賽揭幕戰主場擊敗熱刺取得開門紅。2016年4月3日（第31輪聯赛），曼聯主場1-0擊敗愛華頓，新援一箭定江山，同時為曼聯攻入主場第1000個英超聯賽入球，是首隊及唯一達至此里程的球隊。
歐冠附加賽兩回合勝出後，曼聯相隔一個球季終於重返分組賽，但兩場作客敗予燕豪芬和禾夫斯堡則令紅魔最終排名小組第三而要轉戰歐霸盃，惟於十六強被利物浦淘汰，終結雲高爾執教生涯多年來面對紅軍不敗的戰績。聯賽方面，曼聯表現時好時壞，在列強對決中不處下風，但對戰中下游球隊則失分頗多，最後以第五名完成賽事。聯賽盃於第四圈被米杜士堡淘汰。足總盃則一路殺敵，最後於決賽擊敗水晶宮奪標，創紀錄第12次奪魁之餘，亦奪得自費格遜榮休後的首項重要錦標，來季以足總盃冠軍身份出戰歐霸盃。但一座遲來的冠軍不足以彌補荷蘭人此季大灑金錢擴軍卻未能保住歐聯席位的失誤，兩日後，即5月23日，雲高爾終告烏紗不保。
雲高爾在紅魔期間，提拔年青球員方面仍有一定表現，如重用馬斯亞、盧克·蕭、自家青訓的連加特及提拔拉舒福特上一隊等。但同時，他的執拗個性亦繼續導致與隊內的球星不咬弦，其中最經典的要數與維克托·巴爾德斯不和而把這位西班牙門將貶到青訓隊和禁止他使用儲物櫃，最終更將其外借。其沉悶且無理的戰術也惹來球迷不滿，如次季曼聯於聯賽只取得四十九個入球，半場時多次出現0-0的比數，繼續重用沒有狀態可言的隊長魯尼和將本來是左閘或防守中場的布林德轉踢中衛位置等。

#### 2016年—2017年：摩連奴上任、杯賽雙冠
2016年5月27日，剛剛帶隊拿到足總杯冠軍的雲高爾遭到球隊解僱，前車路士領隊摩連奴正式成為球隊的主教練。夏季轉會窗先後簽入四名球員，其中不乏伊布拉希莫维奇和姆希塔良等世界级球星，更以破紀錄的約九千萬鎊回購保羅·博格巴。
季初，摩連奴帶領曼聯擊敗李斯特城贏得社區盾，接下來聯賽開局取得三連勝。但曼聯在2016年9月先後敗給曼城及屈福特，至10月更以0-4慘敗於車路士腳下，令曼聯在聯賽處於落後位置。雖然曼聯敗給車路士後，連續25場聯賽保持不敗，但當中有12場聯賽只是與對手賽和，令曼聯始終無法取得聯賽榜前四名位置。攻力疲弱是曼聯經常賽和對手的主因，曼聯全季聯賽僅攻入54球，入球比當屆聯賽冠軍車路士及亞軍熱刺少超過30球，甚至比聯賽排名第九的般尼茅夫還少。季尾，曼聯為爭取歐霸杯在聯賽留力，並先後敗給阿森納和熱刺，最後只取得聯賽第六名。
杯賽方面，曼聯打入聯賽杯決賽，以3-2戰勝修咸頓，贏得第5個聯賽盃冠軍。但曼聯足總杯半準決賽以0-1不敵車路士，衛冕失敗。在歐霸盃賽事中，曼聯先後擊敗聖伊天、羅斯托夫、安德烈治、切爾達等球隊晉級決賽。2017年5月24日，在斯德哥爾摩舉行的歐霸盃決賽上，曼聯以2-0的比分戰勝荷蘭球隊阿積士，隊長朗尼帶隊捧起隊史上第一個歐霸獎杯，完成歐洲三大盃大滿貫，同時曼聯亦以歐霸杯冠軍身份取得來屆參加歐聯分組賽的資格。

#### 2017年—2018年：英超亞軍
2017-18賽季曼聯於英超賽場開季即取得八連不敗，在第九輪才以1-2告負於升班馬哈德斯菲爾德。曼聯整季成績出色平穩，僅於第22輪曾跌出前兩名的位置，但因同市宿敵曼城在首二十周聯賽就創下連勝十八場及一場不敗的紀錄，包括作客以2-1擊敗曼聯，使曼城漸拋離其他爭標對手，曼聯爭取聯賽冠軍機會漸趨渺茫。不過在2018年4月7日，曼聯在次循環聯賽作客曼城，該場比賽曼城只要獲勝便可以確保於2017-18英超賽季奪冠。在曼城上半場先入兩球的逆勢下，曼聯硬是靠普巴梅開二度以及後衛斯莫林的致勝球，以3-2逆轉擊敗曼城，不但報卻首循環一敗之仇，亦阻止死敵在他們眼皮下奪冠。不過曼聯的勝利只能將有大幅度領先優勢的曼城延遲兩周奪冠，曼聯在這賽季終以英超第二作收。是自從費格遜退休以來，曼聯在英超聯賽最高的排名，也是首次能夠連續兩年獲得歐聯參賽資格。

#### 2018年—2019年上半季：表現再次下滑、摩連奴遭解雇
曼聯在英超開鑼戰憑普巴第3分鐘的12碼及魯克·梳爾職業生涯的首個入球以2-1的比分擊敗李斯特城，但隨後又以2-3敗給下游球隊白禮頓及0-3敗給熱刺。此後的曼聯雖然也還偶有佳作，如在歐聯分組賽作客以2-1打倒意甲豪門祖雲達斯及英超主場4-1輕取富咸，但是在摩連奴落後、保守、沉悶的戰術之下，球隊一次又一次的在列強甚至中下游球隊之前敗下陣來，而更衣室的氣氛更是糟糕，執拗的摩連奴和大牌球星普巴不和的傳聞被傳媒大肆報導。更令人沮喪的是，在「雙紅會」敗給死敵利物浦1-3以後，竟然距離榜首的利物浦足足16分。終於曼聯在2018年12月18日解僱摩連奴，摩連奴帶領曼聯的時代至此告終。

#### 2018年—2019年下半季：蘇斯克查走馬上任
隨後曼聯借用原本正在挪威執教的名宿蘇斯克查擔任看守領隊。自他上任後，球隊的狀態大為提升，一眾球員都找回狀態，重新展現豪門本色及進攻風格。
英超聖誕新年快車賽期剛開始，曼聯立刻以5-1大勝卡迪夫城，也是自費格遜王朝後首次於英超單場攻入五球，然後接連擊敗哈特斯菲、般尼茅夫、紐卡素，緊接便在足總盃淘汰英冠的雷丁。之後在英超迎來大戰：對摩連奴治下首循環曾輸0-3的熱刺。曼聯由拉舒福特首先打進一球，下半場曼聯迪基亞多次的保住不失，最終以1-0成功復仇，隨後又以2-1復仇摩連奴治下首循環曾爆冷敗陣的白禮頓。賽後蘇斯克查成功地打破畢士比爵士的舊紀錄，逹成連勝首六場聯賽，這同時並列英超紀錄。至足總杯第四圈作客對阿仙奴，一直沒有什麽表現的盧卡古交出兩個助攻，首次倒戈的山齊士先開紀錄，3-1淘汰對方，成功晉級第五圈，蘇斯克查也取得了上任之後的八連勝。直至1月底面對聯賽下游球隊般尼才面對難題，般尼下半場連進兩球後一度領先2-0，但曼聯在最後5分鐘內靠着普巴的12碼及連迪洛夫在補時2分鐘射入他在曼聯的首個入球，扳平2-2。隨後曼聯再於聯賽二連勝，擊敗李斯特城及富咸，將各項賽事的不敗走勢延續至十一場（十勝一和），本季更首度進佔前四。
曼聯之後在足總杯第五圈作客硬撼車路士，以2-0取勝淘汰對方，成功晉級八強。在蘇斯克查接手的兩個月內連克倫敦三強。不過及後曼聯便面臨大幅傷病的危機，一度有九名球員因傷缺陣。在對陣死敵利物浦的雙紅會中單是上半場便有四名球員受傷，但最終在防守力保不失，得以取得0-0和局。蘇斯克查接掌後10場英超的30分裏拿到26分，是英超史上上任後開局成績最佳的領隊。接下來，曼聯以副選及青年軍陣容作客3-1攻破水晶宫，寫下客場8連勝的球會新紀錄（舊紀錄是費格遜王朝的7連勝），盧卡古梅開二度。然後又在先落後的情況下，憑安達斯·彭利拿的首個英超入球扳平1-1，再憑盧卡古梅開二度絕殺，主場3-2反勝南安普顿。單論蘇斯克查接任後的同期成績，曼聯將以5分優勢位列英超榜首，打出一波10勝2和，12場不敗走勢。
3月6日的歐冠十六強次回合，曼聯有多達十名球員因傷患或停賽缺陣，並於首回合主場落後0-2的絕境下作客巴黎聖日耳門。開賽僅2分鐘，盧卡古及拉舒福特便壓迫巴黎防綫令他們回傳失誤，盧卡古把握機會冷靜地扭過保方窄角度射成1-0，取得理想開局。可惜12分鐘輪到曼聯防綫失誤，被聖日耳門追成1-1。30分鐘，拉舒福特遠射迫得保方犯錯，盧卡古補中為曼聯再次領先2-1，盧卡古職業生涯首次連續三場梅開二度。第90分鐘，後備入替的達洛特射門，巴黎後衛在禁區內犯手球。球證在VAR覆核後改判12碼，盧卡古連續兩場讓出主罰權，由拉舒福特操刀他曼聯生涯的首個12碼，在補時第4分鐘射破保方，3-1經典地絕殺巴黎，總比數3-3平手。曼聯憑作客入球優惠，戲劇性超級大逆轉，闊別四季後再度晉身八強。曼聯在此役創造客場9連勝紀錄（攻進23球，只失4球），以及追平1956年11月至1957年9月畢士比王朝連續21場作客取得入球的紀錄。蘇斯克查接掌後的17場比賽，曼聯取得14勝2平1負。
可惜曼聯淘汰巴黎聖日耳門的比賽之後，成績迅速滑落。首先在聯賽作客以0-2敗給阿仙奴，又在足總盃半準決賽被狼隊淘汰。雖然兩連敗無阻蘇斯克查在2019年3月29日獲正式任命為領隊，並在翌日帶領球隊對屈福特以2-1奏捷。但曼聯之後竟在本季餘下的九場各項賽事中只取得一場勝仗，當中包括在歐聯遭擁有球王美斯的巴塞隆那兩回合總比數4-0淘汰，以及在聯賽敗給愛華頓和曼城。本季聯賽最後兩場賽事，曼聯只是面對兩支曾於首循環取勝、篤定降班的球隊哈特斯菲和卡迪夫城，賽前本有望全取六分升上英超前四名，取得來屆歐聯資格。豈料曼聯首先被英超榜末的哈特斯菲迫和，使曼聯喪失來季參與歐聯的資格，只能參與歐霸盃。本季最後一仗聯賽曼聯更在主場不敵卡迪夫城，結果曼聯只能以聯賽第六名完成本賽季。

#### 2019年—2020年：英超季軍
在賽季開始之前，曼聯簽入了丹尼爾占士、雲比沙卡和哈利·馬奎爾三名球員。開幕戰曼聯將士用命，於主場4-0大勝車路士，但是隨後卻3連不勝（1-1打平狼隊，1-2敗給水晶宮，1-1再次摸和修咸頓）。此後曼聯雖然成為豪門殺手，於主場戰勝前列份子李斯特城，及逼和兩支豪門球隊（阿仙奴及榜首利物浦），更擊敗由前領隊摩連奴帶領的熱刺，和作客戰勝同市宿敵曼城，但是對於中下游球隊把握度不高，把從強敵手中拿到的積分形同分送給弱隊，如不敵中游球隊紐卡素及般尼茅夫，被兩支新升班球隊錫菲聯及阿士東維拉迫和，在第18輪聯賽更被榜末球隊屈福特打敗，因此被戲稱是劫富濟貧。英超联赛前8轮曼联仅积9分，距离降级区只有2分，为曼联30年来最差開季战绩（聯賽跨赛季客場8連不胜，同样是30年最糟成绩）。在2019年聖誕節，完成18輪聯賽的曼聯以7勝5和6敗得25分，只排聯賽榜第8位。進入2020年後，曼聯在聯賽的表現繼續反覆不定，先在元旦日作客以0-2敗給阿仙奴，一個星期後在主場輕取諾或治4-0。由於馬古斯·拉舒福特在英足盃重賽對狼隊一戰時背部嚴重受傷，要缺陣一段長時間。失去頭號射手的曼聯的攻力變得更加疲弱，先在晏菲路球場被死敵利物浦擊敗，然後再於主場自1962年第一次敗於般尼手下。
有見及此，在冬季轉會窗，曼聯宣佈以4700萬鎊，簽入士砵亭的葡萄牙國腳中場般奴·費南迪斯和借入尼日利亞射手恩哈路。當中前者在加盟以後所有比賽連續16場不敗，更為狀態低迷的曼聯帶來革命性的改革，成為球隊的重心。在二月歇冬前的最後一場比賽再次於主場悶和狼隊。首次在英超比賽裏連續三場比賽都無法取得入球。在歇冬後的第一場比賽，在史丹福橋球場憑著安東尼·馬斯亞及隊長哈利·馬奎爾的入球以2-0的比數再次擊敗車路士，是自1988年來首次雙殺對手。歇冬後的曼聯保持不敗，更在2020年3月9日第二十九輪聯賽，主場以2－0的比數擊敗曼城。是球隊自2015年後再次在主場擊敗曼城，亦自2009－10 球季後首次在主客兩場聯賽雙殺對手。
2020年3月中旬英超因為2019冠狀病毒病疫情暫停比賽三個多月，聯賽於6月中旬重開。復賽後曼聯迅速恢復比賽狀態，先賽和熱刺及大勝錫菲聯，白禮頓，般尼茅夫及阿士東維拉 ，合共攻入18球。雖然在主場打和修咸頓及韋斯咸，但在英超連續14場不敗，令聯賽排名超越李斯特城及車路士，升上聯賽榜第三名，最後一輪比賽曼聯作客歐聯參賽資格的主要競敵李斯特城，結果以2-0擊敗對手，以18勝12和8負的成績得本屆聯賽季軍，取得來屆歐聯的入場券。
聯賽杯方面，曼聯第三輪僅憑互射十二碼才在主場驚險淘汰英甲球隊羅奇代爾，但曼聯晉級第四輪後，作客以2-1擊敗車路士，晉級八強再戰勝高車士打，打進最後四強，對賽同市宿敵曼城，可惜主客兩回合總比數以2-3不敵對手，無緣決賽。
足總盃方面，曼聯第三圈作客對狼隊分不出勝負，需要重賽。在奧脫福球場的重賽，曼聯憑著桑·馬達的入球險勝對手1-0晉級。曼聯在第四圈作客英甲球隊燦美爾大勝對手6-0。晉級十六強後，曼聯淘汰有前曼聯球員韋恩·魯尼在陣的打比郡，半準決賽則戰勝英超球隊諾域治， 晉級準決賽，可惜在準決賽以1-3不敵車路士，無緣決賽。
歐聯方面，曼聯被編進L組，與荷蘭球隊阿爾克馬爾、塞爾維亞球隊柏迪遜和哈薩克斯坦球隊艾斯坦拿同組，曼聯在首四輪比賽取得三勝一和，提早兩輪比賽取得出線淘汰賽。曼聯先後以大比數淘汰比利時球隊布魯日及奧地利球隊林茨，晉級八強後以1-0擊敗丹麥球隊哥本哈根，殺入準決賽，面對西班牙球隊西維爾。曼聯雖然在開賽初段取得入球領先，最後被西維爾連入兩球，以1-2敗陣出局。連同本土的聯賽盃及足總盃，本季曼聯於三項盃賽都在四強止步。

#### 2020年—2021年：雙料亞軍、聯賽作客不敗
在賽季開始之前，曼聯以3900萬英鎊簽入了阿積士中場。不過開季後表現不濟，在首場英超中，主場負於水晶宮1-3。然後在第二場聯賽，在全場處於劣勢下，僅憑一個完場時帶有爭議性的十二碼罰球險勝中下游球隊白禮頓3-2。第三輪聯賽，曼聯在主場迎由前領隊摩連奴領軍熱刺，更加是恥辱地以1-6大敗。隨後曼聯在轉會窗的最後時刻，先後簽入巴西左閘、科特迪瓦年輕翼鋒、烏拉圭年輕翼鋒以及烏拉圭鋒霸。惟表現未見改善，之後曼聯主場只賽和車路士，更以0-1敗給阿仙奴，令到曼聯在聯賽榜一度跌至15位。不過曼聯在敗給阿仙奴之後，接下來十場聯賽取得八勝兩和的佳績，所以聯賽排名不斷上升，在2020年12月上旬已升至聯賽榜第六位。曼聯在2021年元旦日，主場以2-1擊敗阿士東維拉後，升上聯賽榜第二位。至2021年1月12日，曼聯在聯賽補賽中作客以1-0擊敗般尼，自2017年9月23日以來，首次登上聯賽榜榜首。不過曼聯在次循環首場聯賽主場以1-2爆冷不敵英超榜末球隊錫菲聯，之後亦只能賽和阿仙奴，令榜首位置在2021年1月底被曼城取代。2021年2月2日，曼聯在第二十二輪聯賽對陣修咸頓，在修咸頓開賽2分鐘不夠就少踢一個的情況下，以9-0大勝對手，追平曼聯自己保持的英超歷來最大比數勝仗紀錄。曼聯接著取得6勝5和0負的成績，在第34輪作客3-1擊敗阿士東維拉後提前4輪取得下季歐聯參賽資格。在最後一輪作客2－1擊敗狼隊，繼普雷斯頓及阿仙奴後，成為史上第三支球隊在英格蘭頂級聯賽作客保持不敗 。最終曼聯以英超亞軍結束本屆英超，亦是2013年來第一次連續兩季排在英超頭四名內。
聯賽盃及足總盃方面，曼聯分別在四強及八強敗給後來奪冠的曼城及李斯特城。
歐聯方面，曼聯在分組賽與上屆歐聯亞軍巴黎聖日耳門，上屆歐聯四強份子RB萊比錫，以及應屆土耳其足球超級聯賽冠軍巴沙克舒希同組，被指進入了「死亡之組」。曼聯在首兩場比賽分別擊敗巴黎聖日耳門和RB萊比錫兩大強敵，出線形勢佔了上風，但第三場比賽因為後防失誤，作客不敵同組最弱的巴沙克舒希，令優勢減少。曼聯在第四輪比賽在主場大勝巴沙克舒希後，只在餘下兩場比賽多取一分就可出線，但曼聯卻在最後兩場分組賽分別主場敗給巴黎聖日耳門，及作客敗給RB萊比錫，結果只取得小組第三名，失卻出線淘汰賽的資格，只能轉戰歐霸杯。轉戰歐霸後，曼聯先後擊敗皇家蘇斯達、AC米蘭、格拉納達及羅馬，成功晉身決賽，終結連續四次在各項盃賽四強止步的尷尬紀錄，可惜曼聯在決賽面對今屆西甲只排第七名，由前阿仙奴領隊艾瑪利領軍的維拉利爾，連同加時只能打成1-1平手，須以互射十二碼決定勝負。經過十輪的互射十二碼，雙方所有射門皆成為入球未能分出勝負，至第十一輪由雙方的守門員主射，結果曼聯的迪基亞射門被對方門將撲出，曼聯最終以10-11輸掉，只能屈居歐霸亞軍，亦為最接近奪魁的蘇斯克查隨後烏紗不保埋下伏線。

#### 2021年—2022年上半季：C朗回歸、蘇斯克查遭解雇
在賽季開始前，曼聯分別從多蒙特以及皇家馬德里，簽入英格蘭翼鋒，法國後衛。曼聯在本季首場聯賽以5-1大勝列斯聯，而在轉會窗接近關閉前，曼聯更從祖雲達斯迎來球隊傳奇C朗拿度的回歸。亦在C朗拿度回歸的首場聯賽以4-1大勝紐卡素，及作客以2-1擊敗本季表現可人的韋斯咸，惟之後球隊的表現失準，先在聯賽主場敗給阿士東維拉及被愛華頓迫和，接下來作客李斯特城以2-4落敗而終結其作客不敗記錄，更於雙紅會賽事中在主場以0-5恥辱性慘敗利物浦，在這場大敗後已傳出曼聯考慮解僱領隊蘇斯克查。隨後在作客熱刺的賽事中大勝3-0，間接使熱刺解雇其領隊，並改聘本身為其中一個潛在執教曼聯人選的意大利名宿。在接下來的曼徹斯特打吡賽事中在奧脫福主場迎戰同市死敵曼城卻以0-2敗陣。更甚的是，在11月中旬國際賽期後作客升班球隊屈福特的賽事中慘敗1-4。結果曼聯於翌日（2021年11月21日）宣布解僱領隊蘇斯克查，球隊前中場、現任教練團成員成為看守領隊。在隨後三場作客維拉利爾、車路士以及主場對戰阿仙奴的賽事之中取得兩勝一和不敗成績，惟在主場擊敗阿仙奴的賽事後，卡域克宣布離開曼聯助教一職。

#### 2021年—2022年下半季：蘭歷克時期
2021年11月29日，英超球隊曼聯宣布蘭歷克擔任看守領隊，為期半年，之後兩年轉為球隊顧問。蘭歷克執教首月，曼聯六場聯賽取得四勝兩和的成績，惟踏入2022年曼聯開始回復蘭歷克執教前的水平，在次循環聯賽先後以大比數敗給曼城、利物浦和阿仙奴，當中在次循環聯賽以0-4大敗給利物浦，創下單季主客兩場合共以0-9敗陣的歷來雙紅會最大比分差距。同時曼聯亦在足總盃第四圈被英冠的米杜士堡淘汰，歐聯十六強賽亦敗給馬德里體育會出局。在2022年5月7日，曼聯作客布萊頓以大比數0-4落敗，跌至聯賽榜第六名，再度無法以英超前四名完成球季。曼聯在本季最後一場聯賽以0-1不敵水晶宮，以聯賽第六名作結，積分58分更締造隊史英超新低。
2022年5月29日，曼聯宣布蘭歷克辭任球隊顧問一職。

#### 2022–23：藤哈格風光上台
2022年4月21日，曼聯宣布前阿積士教練埃里克·滕哈赫將會在2022/23球季開始，成為球隊總教練。本賽季隨著主教練變更，曼聯再次大規模引入新援，先從教練滕哈赫的故鄉荷甲聯賽大舉挖角，帶來了利桑德罗·马丁内斯、安东尼、提里爾·馬拉西亞等年輕球員，更從皇家馬德里帶來了卡塞米罗，其中利桑德羅·馬丁內斯更在此賽季中舉行的卡塔爾世界杯協助阿根廷隊奪得冠軍。
賽季起始，曼联便意外的在首两场連續负于前屆聯賽榜中下游球队白禮頓和賓福特，尤其第二轮作客0-4负于前屆升班馬的賓福特，更被视为耻辱，积分和排名也一度垫底。及後於第三輪聯賽調整陣容之後，球隊於主場擊敗死敵利物浦，取得球季首場勝利，也是曼聯自2018年以來首次在英超賽場上上演的利曼大戰當中高奏凱歌。之後接連擊敗修咸頓、李斯特城和開季五連勝的阿仙奴（亦是阿仙奴今季首十九場聯賽的唯一一場敗仗）取得球隊久違的聯賽四連勝。之後曼聯雖在10月2日第九輪聯賽首循環的曼徹斯特德比作客負予曼城，但接下來在英超和歐霸盃兩條戰線合共連續九場不敗（七勝二和，包括擊敗熱刺及賽和車路士），直至11月5日第十五輪聯賽負予阿士東維拉為止。在2022年世界盃期間英超休賽之前，曼聯11月12日的第十六輪聯賽擊敗富咸後，升至積分榜第五位。
世界杯休賽期完結後，主力射手拉什福德狀態復蘇，在10場聯賽中打進9球，而在他帶領下曼聯獲得了七勝二和一負的成績，升上聯賽第三。正當球隊逐漸收窄與榜首的差距時，於3月5日舉行的英超聯賽第26輪，曼聯作客晏菲路球場，突然以0-7慘敗於利物浦，此役成為球隊歷史上自1931年來的最大敗績，震驚英超球壇，多名球員表現備受抨擊。此仗之後，曼聯在聯賽表現起伏不定，雖然在主場勝出了多場關鍵比賽；但作客表現卻乏善可陳。最後球隊等到倒數第二輪在5月25日以4-1大勝車路士後才鎖定來季歐冠資格，並在5月28日的煞科戰主場2-1反勝富咸，最終以75分的成績取得聯賽季軍。
英格蘭聯賽盃方面，曼聯在第三圈、第四圈和八强先後淘汰英超的阿士東維拉、英冠的般尼以及英甲的查爾頓，晉級最後四強，再在準決賽擊敗另一英超球隊諾定咸森林晉級決賽，最後在決賽以2-0擊敗另一英超球隊紐卡素奪得冠軍，相隔六年再度捧起聯賽盃，同時也打破六年錦標荒。英格蘭足總盃方面，曼聯分別在第三圈和第四圈分別擊敗英超的愛華頓、英冠的雷丁，再於十六強和八強分別淘汰另外兩支同樣位於倫敦的英超球隊韋斯咸和富咸，和在四強以互射十二碼射贏另外一支英超球隊白禮頓入決賽，和曼城再度上演曼徹斯特德比，同時也是足總盃決賽史上首次由曼市雙雄對決。結果曼聯在決賽以1-2不敵曼城，屈居足總盃亞軍。
歐霸盃方面，曼聯在分組賽首輪出師不利負予皇家蘇斯達，其後五輪全勝，但總得失球差不及對方，只屈居小組次名，進入主客兩回合附加賽，其後擊敗歐聯分組賽其中一支以小組第三出局的西甲球隊巴塞隆拿，晉級十六強，再於十六強淘汰另外一支西甲球隊貝迪斯晉級八強，但不敵與貝迪斯同市的另外一支西甲球隊西維爾，無緣四強。
季後球隊宣佈門將迪基亞約滿離隊，結束12年的「紅魔鬼」生涯。

#### 2023－24：英力士入主
2023/24球季，曼聯先後簽入美臣·曼治、等球員。而於2023年12月24日，英力士以12.5亿英镑的价格收购曼联俱乐部25%股份。
然而，受到傷兵潮影響，本賽季曼聯成績十分不穩定。賽季結束後，曼聯以第八名完成賽季，是曼聯在英超以來排名最低的一季，而得失球差為-1和落敗場數為14場也是曼聯在英超以來最差的紀錄。這亦代表曼聯不能透過聯賽成績獲得歐洲賽資格。
至於在欧洲冠军联赛，曼聯亦以1勝1和4負的劣績小組包尾出局，包括被拜仁慕尼黑「雙殺」。
英格蘭聯賽盃方面，作為衛冕冠軍的曼聯在第四圈於主場面對上屆決賽對手紐卡素，最終以0-3不敵對手，衛冕失敗。
英格蘭足總盃方面，曼聯分別在第三圈和第四圈分別擊敗英甲的韋根、英乙的新港郡，再於十六強擊敗英超的諾定咸森林，更於八強在加時下半場的補時階段以4-3絕殺死敵利物浦。但在四強面對英冠的高雲地利，曼聯在領先3-0的情況下被對手追和3-3，而在加時雙方互無進帳，最終曼聯僅憑互射十二碼以4-2擊敗對手。儘管如此，曼聯連續兩年晉級決賽，對手是上屆冠軍兼同市宿敵曼城。
最終在決賽中，曼聯在不被看好的情況下，以2-1擊敗曼城，奪得球隊第13個足總盃冠軍，也憑此獲得來季歐霸盃的參賽資格。
雖然曼聯該季英超表現強差人意，不過至少仍能在英超爭冠中扮演攪局者。英超雙紅會次循環大戰中與死敵利物浦戰和2-2，更令原本與阿仙奴和曼城爭英超冠軍的紅軍在這場雙紅會之後一蹶不振，並逐漸遠離英超冠軍的爭奪。

#### 2024－25：藤哈格下課，阿摩廉上台
2024/25球季為曼聯新管理層上任的首個球季，分別從意甲球會博洛尼亞以及法甲球會里爾簽入和年輕球員，亦從拜仁慕尼黑簽入兩位後防球員和。
2024/25球季，曼聯於球季首場「揭幕戰」主場1-0小勝富咸，其後於首場客戰對陣白禮頓，曼聯於下半場取得一個入球惟被判越位入球無效，最後更於比賽補時階段被絕殺。英超第九輪（2024年10月27日）曼聯客場1-2不敵韋斯咸後，積分榜排名降至第8位，創24年以來新低。隔天，領隊坦夏格被解僱。
曼聯在炒掉藤哈格之後，一度由其助教兼名宿范尼代理帥位，隨後拍板重金挖角葡超里斯本競技主帥魯本·阿莫林為正式主帥。范尼則於萊斯特城另起爐灶。
阿莫林上台後球隊整體依舊沒有明顯起色，主要是因為拿手陣勢為三後衛體系，而曼聯長期習慣四後衛彼此尚須磨合。曼聯本季英超達到前所未見的差勁，不僅隊史第一次在積分榜下半部度過聖誕節
，並且全季僅積42分名列第15名，確定又一次締造英超最差排名（英超隊史首度只能在積分榜下半部完賽）與最低積分。儘管球隊不乏大戰高光，例如客場逆轉曼城、客場逼和利物浦、主場逼和兵工廠，然而聯賽穩定性欠奉，靠著抓升班馬進補（6場16分）才得以提前五輪保級成功。
聯賽盃方面，曼聯於八強客場不敵熱刺；足總盃方面，曼聯第三輪客場PK淘汰兵工廠，第四輪主場擊敗萊斯特城，但第五輪主場PK被富勒姆打掉。
歐霸方面，曼聯聯賽階段繳出5勝3和0敗拿到第3名直入淘汰賽16強。16強抽到皇家社會，曼聯第一回合客場1-1，第二回合主場4-1，總比分5-2過關。八強對上里昂，曼聯第一回合客場2-2，第二回合主場正規時間也是2-2，延長賽在先被進兩球的情況下連扳三球，以5-4逆轉氣走對手。四強對上本季歐霸決賽地主畢爾包競技，曼聯第一回合客場0-3，第二回合主場4-1，總比分7-1雙殺。決賽對手為熱刺，曼聯最終以0-1敗陣，無緣下季歐冠。
總括而言，此賽季是近50年來最差的一季。

## 俱乐部文化

### 队徽
曼联队徽中最具有标志性的莫過於手持三叉戟的魔鬼了，這源自曼联「紅魔鬼」的绰号。1960年代，曼徹斯特索爾福德市一支名為蘇福市紅隊（Salford City Reds，後改名為蘇福紅魔鬼）的橄榄球队到法国参加比赛，由於战绩出色，法国球迷送给他们「紅魔鬼」（Les Diables Rouges）的称号。當時马特·巴斯比爵士正在重建受慕尼黑空難打擊的曼联，由於隊中多位年輕球員離世或退役，他覺得「畢士比寶貝」這個舊有稱號已經不再合適，恰巧曼联和蘇福的队服都以红色為主，畢士比爵士便把“紅魔鬼”這個響亮的称号送给曼聯。會方隨後在比賽日場刊和圍巾等周邊產品上加上紅魔鬼標誌，直至1973年，曼联重新設計了隊徽，並在隊徽中间的盾徽正式加上了紅魔鬼「弗雷德」的图案。1998年，曼联将队徽上的字眼由「（曼徹斯特聯足球會）」改为「（曼徹斯特聯）」。
| 60年代 | 1973年前 | 1973年-1998年 | 1998年至今 |

### 球衣
|                                      |
| 1879–80, 1896–1902年紐頓希夫主場球衣 |

|                           |
| 1880–87年紐頓希夫主場球衣 |

|                           |
| 1887–93年紐頓希夫主場球衣 |

|                           |
| 1893–94年紐頓希夫主場球衣 |

|                           |
| 1894–96年紐頓希夫主場球衣 |

|                                                             |
| 1902–20, 1921–22, 1927–34, 1934–60, 1971–2018年曼聯主場球衣 |

|                                |
| 1920–21, 1963–71年曼聯主場球衣 |

|                       |
| 1922–27年曼聯主場球衣 |

|                    |
| 1934年曼聯主場球衣 |

|                                                        |
| 1960–63年曼聯主場球衣, 1997–2018年曼聯歐洲賽事主場球衣 |

|                    |
| 曼聯替换版主場球衣 |

|                       |
| 2018–現在曼聯主場球衣 |

### 吉祥物

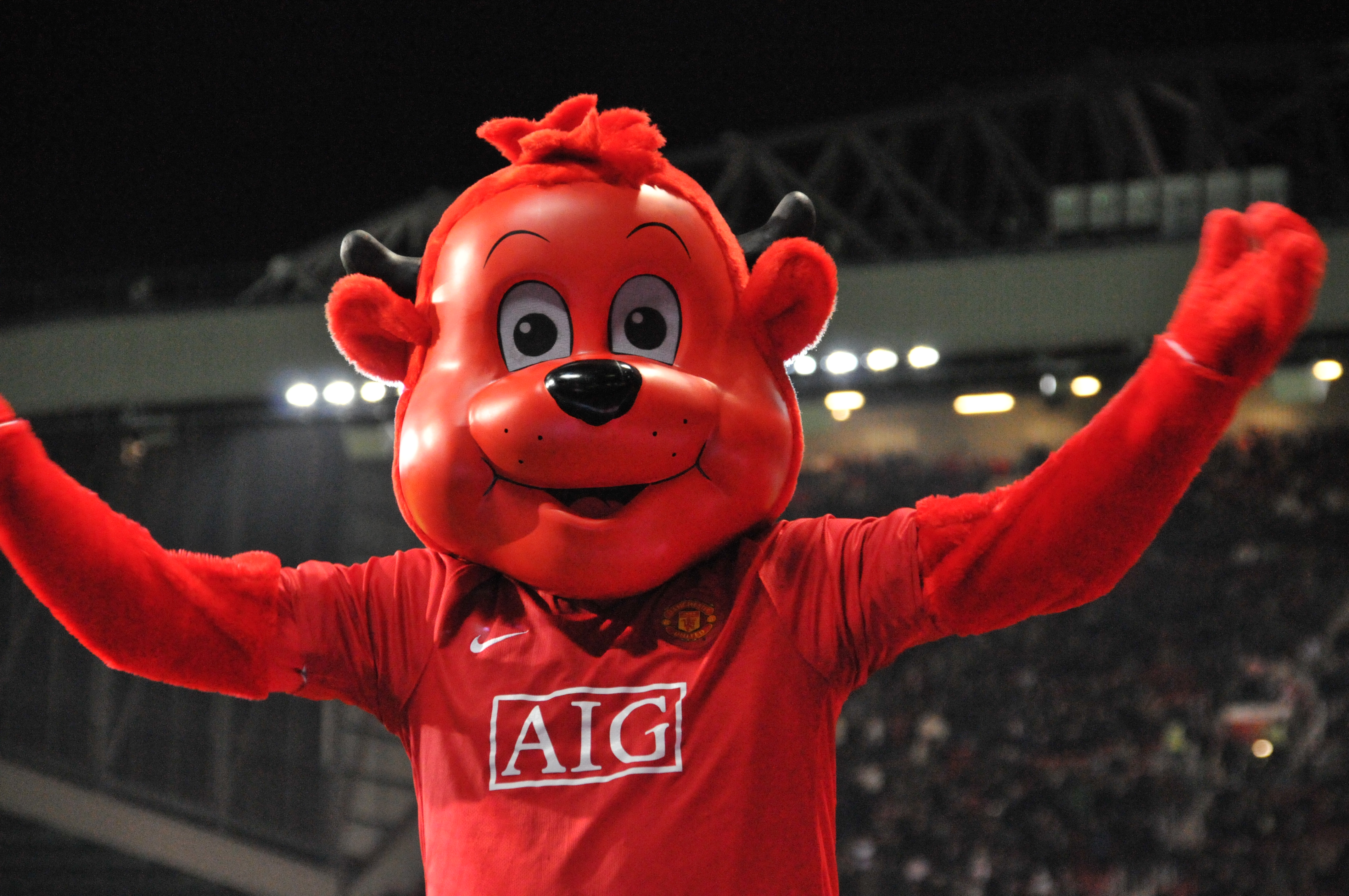
曼聯吉祥物Fred the Red

曼聯的官方吉祥物為Fred the Red。

### 球队英文名
“Man U”由於諧音英語manure，曾经被多个敌对球队的球迷用来侮辱曼联，还被翻译成曼油。

## 俱乐部主场

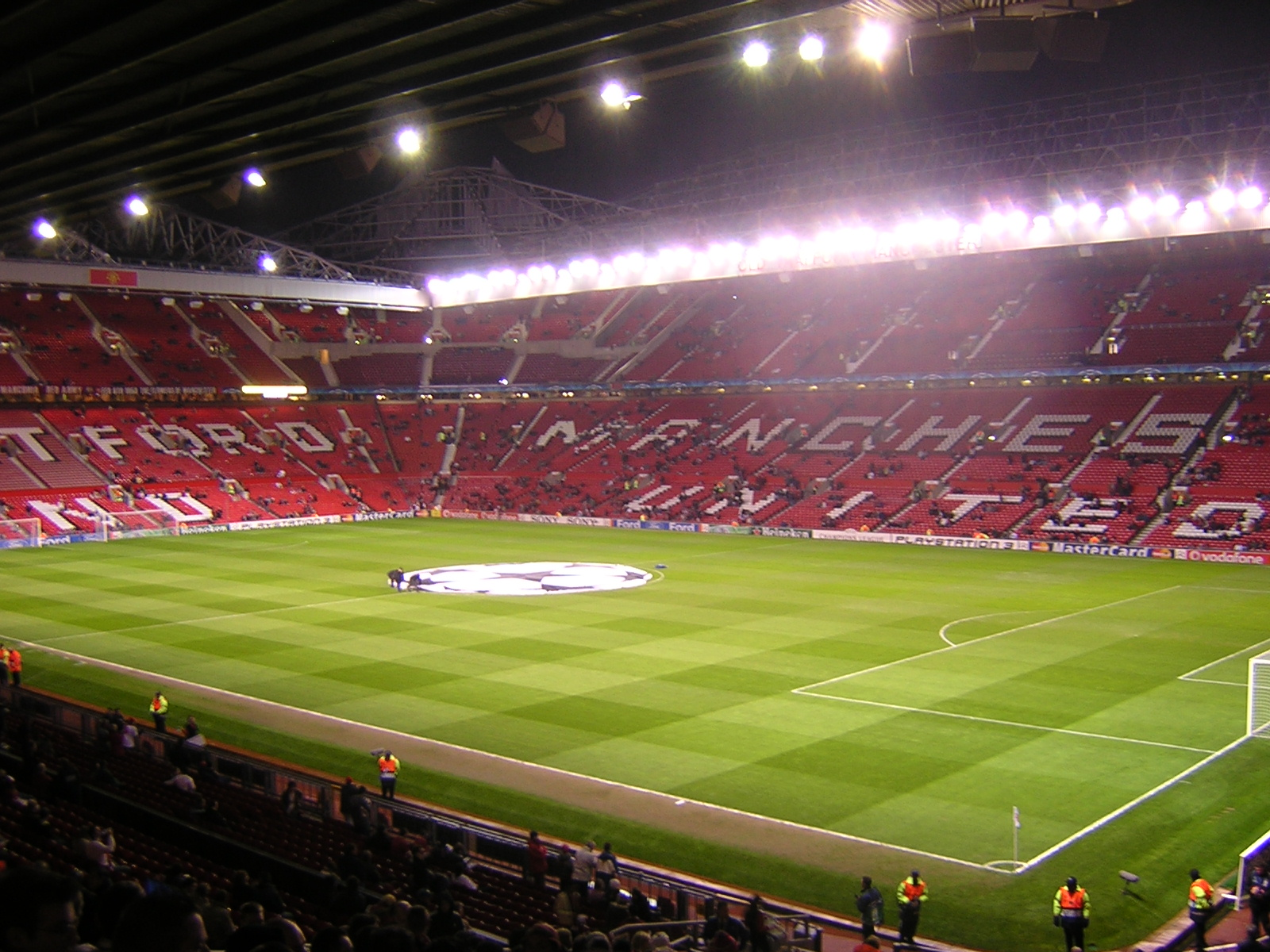
老特拉福德球场

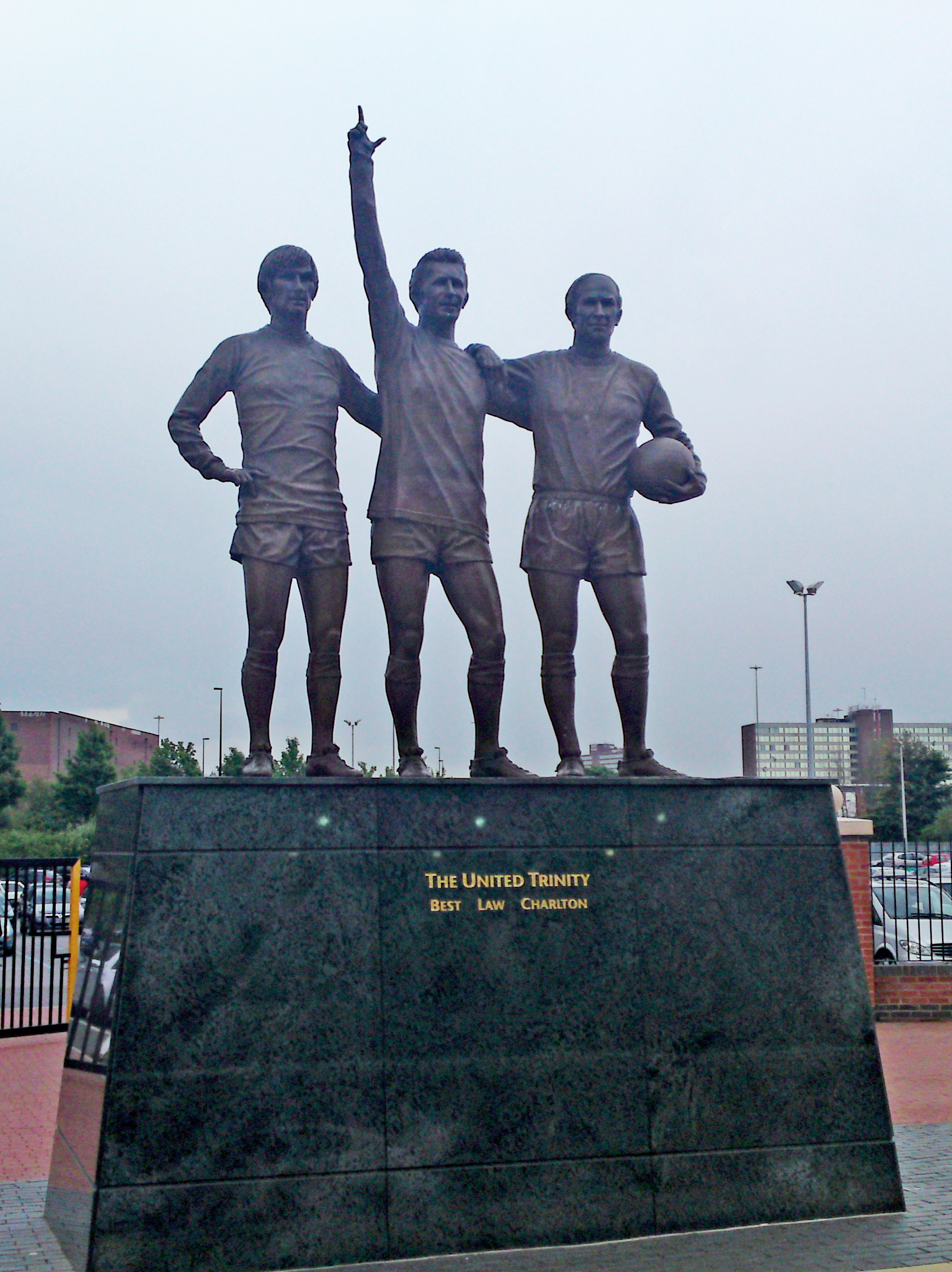
（由左至右分別為）佐治·貝斯、丹尼士·羅及卜比·查爾頓爵士

老特拉福德球场从1910年开始作为曼联的主场，在二战期间由於球场被德军飞机炸毁，因此曼联不得不借用同城的曼城的主场缅因路球场比赛。球场在二战后重建，曼联在1949年重返老特拉福德，随后又于90年代进行了大规模的重修和扩建，如今的老特拉福德球场拥有75,635个座位，也是欧足联五星级足球场之一，並被世人稱为「梦剧场」。
主要景点
- 巴斯比爵士铜像

坐落于球场东看台，为纪念曼联的传奇教头马特·巴斯比爵士。
- 曼联三剑客雕像

位于巴斯比爵士雕像对面，為纪念曼联首夺欧冠冠军40周年，包括三位传奇球星博比·查尔顿、乔治·贝斯特和丹尼斯·劳。
- 慕尼黑空难纪念牌匾

悬掛于东看台，為纪念慕尼黑空难50周年。
- 曼联博物馆

位于弗格森爵士看台。
- 弗格森爵士铜像

位于弗格森爵士看台，为曼联的传奇教头弗格森爵士而建。

## 球員名單（2025-2026球季）

### 现役球员
1. 球員編號參照官方網站 （页面存档备份，存于）。
2. 國籍圖標根據國際足協的參賽資格定義，但球員可能會持有多於一個非國際足協定義的國籍。
3. 粗體字為新加盟球員（青年隊提升不計）。
4. 者為傷患球員。
5. 2025年夏季轉會窗（英语：List of English football transfers summer 2025）：6月1日至10日，6月16日至9月1日。

| 號碼  | 國籍       | 球員                            | 位置   | 年齡           | 加盟年份 | 前屬球會     | 轉會費    |
| 門 將 | 門 將      | 門 將                           | 門 將  | 門 將          | 門 將    | 門 將        | 門 將     |
| ----- | ---------- | ------------------------------- | ------ | -------------- | -------- | ------------ | --------- |
| 1     | 土耳其     | （Altay Bayındır）              | 門將   | 1998年4月14日  | 2023     | 費內巴切     | 430萬鎊   |
| 22    | 英格兰     | （Tom Heaton）                  | 門將   | 1986年4月15日  | 2021     | 阿斯頓維拉   | 自由轉會  |
| 24    | 喀麦隆     | （André Onana）                 | 門將   | 1996年4月2日   | 2023     | 國際米蘭     | 4,380萬鎊 |
| 後 衛 |            |                                 |        |                |          |              |           |
| 2     | 葡萄牙     | （Diogo Dalot）                 | 右後衛 | 1999年3月18日  | 2018     |              | 1,900萬鎊 |
| 3     | 摩洛哥     | （Noussair Mazraoui）           | 右後衛 | 1997年11月14日 | 2024     | 拜仁慕尼黑   | 1,280萬鎊 |
| 4     | 荷兰       | （Matthijs de Ligt）            | 中後衛 | 1999年8月12日  | 2024     | 拜仁慕尼黑   | 3,800萬鎊 |
| 5     | 英格兰     | （Harry Maguire）               | 中後衛 | 1993年3月5日   | 2019     | 莱斯特城     | 8,000萬鎊 |
| 6     | 阿根廷     | （Lisandro Martínez）           | 中後衛 | 1998年1月18日  | 2022     | 阿賈克斯     | 4,900萬鎊 |
| 12    | 荷兰       | （Tyrell Malacia）              | 左後衛 | 1999年8月17日  | 2022     | 飛燕諾       | 1,300萬鎊 |
| 13    | 丹麦       | （Patrick Dorgu）               | 左後衛 | 2004年10月26日 | 2025     | 萊切         | 2,500萬鎊 |
| 15    | 法國       | （Leny Yoro）                   | 中後衛 | 2005年11月13日 | 2024     | 里爾         | 5,200萬鎊 |
| 23    | 英格兰     | （Luke Shaw）                   | 左後衛 | 1995年7月12日  | 2014     | 南安普頓     | 3,100萬鎊 |
| 26    | 英格兰     | （Ayden Heaven）                | 中後衛 | 2006年9月22日  | 2025     | 阿森纳       | 150萬鎊   |
| 33    | 英格兰     | 泰拿·費迪臣（Tyler Fredricson） | 中堅   | 2005年2月23日  | 2022     | 青年隊       | 不適用    |
| 35    | 巴拉圭     | （Diego León）                  | 左後衛 | 2007年4月3日   | 2025     | 波特诺山丘   | 345萬鎊   |
| 41    | 英格兰     | 哈利·阿馬斯（Harry Amass）      | 左後衛 | 2007年3月16日  | 2024     | 青年隊       | 不適用    |
| 中 場 |            |                                 |        |                |          |              |           |
| 7     | 英格兰     | （Mason Mount）                 | 前腰   | 1999年1月10日  | 2023     | 切爾西       | 5,500萬鎊 |
| 8     | 葡萄牙     | （Bruno Fernandes）             | 前腰   | 1994年9月8日   | 2020     | 士砵亭       | 4,700萬鎊 |
| 18    | 巴西       | （Carlos Casemiro）             | 後腰   | 1992年2月23日  | 2022     | 皇家馬德里   | 6,000萬鎊 |
| 25    | 乌拉圭     | （Manuel Ugarte）               | 後腰   | 2001年4月11日  | 2024     | 巴黎聖日耳門 | 4,210萬鎊 |
| 37    | 英格兰     | （Kobbie Mainoo）               | 中前衛 | 2005年4月19日  | 2022     | 青年隊       | 不適用    |
| 前 鋒 |            |                                 |        |                |          |              |           |
| 9     | 丹麦       | （Rasmus Højlund）              | 中鋒   | 2003年2月4日   | 2023     | 亞特蘭大     | 6,400萬鎊 |
| 10    | 巴西       | （Matheus Cunha）               | 中鋒   | 1999年5月27日  | 2025     | 狼队         | 6,250萬鎊 |
| 11    | 荷兰       | （Joshua Zirkzee）              | 中鋒   | 2001年5月22日  | 2024     | 博洛尼亞     | 3,650萬鎊 |
| 16    | 科特迪瓦   | （Amad Diallo）                 | 右翼   | 2002年7月11日  | 2021     | 亞特蘭大     | 1,900萬鎊 |
| 17    | 阿根廷     | （Alejandro Garnacho）          | 左翼   | 2004年7月1日   | 2021     | 青年隊       | 不適用    |
| 19    | 喀麦隆     | （Bryan Mbeumo）                | 右翼   | 1999年8月7日   | 2025     | 賓福特       | 6,500萬鎊 |
| 21    | 巴西       | （Antony Matheus）              | 右翼   | 2000年2月24日  | 2022     | 阿積士       | 8,200萬鎊 |
| 30    | 斯洛文尼亚 | （Benjamin Šeško）              | 中鋒   | 2003年5月31日  | 2025     | RB萊比錫     | 6,625萬鎊 |
| 32    | 丹麦       | 奇多·奥比（Chido Obi）          | 中鋒   | 2007年11月29日 | 2024     | 青年隊       | 不適用    |
| -     | 英格兰     | （Jadon Sancho）                | 左翼   | 2000年3月25日  | 2021     | 多特蒙德     | 7,200萬鎊 |

1. ↑  另浮動條款430萬鎊
2. ↑  另浮動條款430萬鎊
3. ↑  另浮动条款430萬鎊
4. ↑  另浮動條款840萬鎊
5. ↑  另浮動條款500萬鎊
6. ↑  另浮動條款2,100萬鎊
7. ↑  另浮動條款1,000萬鎊
8. ↑  另浮動條款840萬鎊
9. ↑  另浮動條款800萬鎊
10. ↑  另浮動條款1,800萬鎊
11. ↑  另浮動條款600萬鎊
12. ↑  另浮動條款735萬鎊

### 外借球員
| 號碼             | 國籍             | 球員                | 位置             | 年齡             | 加盟年份         | 外借球會         | 外借球季              |
| 2025年夏季轉會窗 | 2025年夏季轉會窗 | 2025年夏季轉會窗    | 2025年夏季轉會窗 | 2025年夏季轉會窗 | 2025年夏季轉會窗 | 2025年夏季轉會窗 | 2025年夏季轉會窗      |
| ---------------- | ---------------- | ------------------- | ---------------- | ---------------- | ---------------- | ---------------- | --------------------- |
| -                | 英格兰           | （Marcus Rashford） | 左翼             | 1997年10月31日   | 2016             | 巴塞隆納         | 25/26球季             |
| 36               | 英格兰           | （Ethan Wheatley）  | 中鋒             | 2006年1月20日    | 2024             | 諾咸頓           | 25/26球季             |
| 43               | 英格兰           | （Toby Collyer）    | 後腰             | 2004年1月3日     | 2022             | 西布罗姆维奇     | 25/26球季             |
| 44               | 英格兰           | （Daniel Gore）     | 中前衛           | 2004年9月26日    | 2022             | 羅瑟漢姆         | 24/25下半季 25/26球季 |

### 離隊球員
1. 『*』為先租出一季或半季後售出。

| 號碼             | 國籍             | 球員                       | 位置             | 年齡             | 加盟年份         | 加盟球會         | 轉會費           |
| 2025年夏季轉會窗 | 2025年夏季轉會窗 | 2025年夏季轉會窗           | 2025年夏季轉會窗 | 2025年夏季轉會窗 | 2025年夏季轉會窗 | 2025年夏季轉會窗 | 2025年夏季轉會窗 |
| ---------------- | ---------------- | -------------------------- | ---------------- | ---------------- | ---------------- | ---------------- | ---------------- |
| 2                | 瑞典             | （Victor Lindelöf）        | 中後衛           | 1994年7月17日    | 2017             | 自由球員         | 自由轉會         |
| 14               | 丹麦             | （Christian Eriksen）      | 中前衛           | 1992年2月14日    | 2022             | 自由球員         | 自由轉會         |
| 35               | 北爱尔兰         | 喬尼·埃文斯（Jonny Evans） | 中後衛           | 1988年1月3日     | 2023             | 退役             | —                |

1. ↑  轉任青年球員發展主管

## 往昔著名球員

### 7号传奇
曼联历史上拥有多位身穿7号球衣的传奇巨星，包括1960年代的、1980年代的布莱恩·罗布森，1990年代的坎通纳、碧咸、2000年代的基斯坦奴·朗拿度。，但自米高·奧雲之後7號球衣的擁有者時常沒法踢出亮麗的表現，甚至被部分球迷認爲不配成爲7號球衣的擁有者（如華倫西亞、迪比和山齊士）。迪馬利亞加盟曼聯後穿上7號球衣，初期曾有不俗的表現，包括射入絕殺球幫球隊取勝。不過之後傷多過踢，使其逐漸被邊緣化，直至卡雲尼穿上7號球衣後，這魔咒才得以打破。現任7號為英格蘭中場美臣·曼治。
|  |  |  | 碧咸 |

### 著名球員名單
只記錄聯賽及歐洲賽出場數多於100（更新日期：2025年1月18日），其中粗體為球會傳奇球員。
1900至1970年代
- （Joe Cassidy，1895-1900）
- 查理·（Charlie Roberts，1904-13）
- （George Wall|，1906-15）
- （Sandy Turnbull，1906-15）
- （Billy Meredith，1907-21）
- （Jack Silcock，1916-34）
- （Joe Spence ，1919-33）
- （Stan Pearson，1935-54）
- （Johnny Carey，1937-53）
- （Jack Rowley，1937-55）
- （Roger Byrne，1951-58）
- （Duncan Edwards，1952-58）
- （Dennis Viollet，1952-62）
- （Bill Foulkes，1952-70）
- （Thomas Taylor，1953-58）
- （Bobby Charlton，1956-73）
- （Nobby Stiles，1960-71）
- （Tony Dunne，1960-73）
- （David Herd，1961-68）
- （Denis Law，1962-73）
- （Brian Kidd，1963-74）
- （George Best，1963-74）
- （Willie Morgan，1963-74）
- （Alex Stepney，1966-78）
- （Sammy McIlroy，1971-82）
- （Martin Buchan，1972-83）
- 盧·馬卡利（Luigi Macari，1973-84）
- （Stuart Pearson，1974-79）
- （Arthur Albiston，1974-88）
- （Steve Coppell，1975-83）
- （Ray Wilkins，1979-84）

1980年代
- （Bryan Robson，1981-94）
- （Norman Whiteside，1982-89）
- （Paul McGrath，1982-89）
- 马克·（Mark Hughes，1983-86／1988-95）
- （Gordon Strachan，1984-89）
- （Stephen Bruce，1987-96）
- （Brain McClair，1987-98）
- （Lee Sharpe，1988-96）
- （Paul Ince，1989-95）
- （Gary Pallister，1989-98）

1990年代
- （Denis Irwin，1990-2002）
- （Andrei Kanchelskis，1991-95）
- 保羅·柏加（英语：Paul Parker (footballer)）（Paul Parker，1991-96）
- （Peter Schmeichel，1991-99）
- 吉格斯（Ryan Giggs，1990-2014）
- （Eric Cantona，1992-97）
- 碧咸（David Beckham，1992-2003）
- （Nicky Butt，1992-2004）
- （Gary Neville，1992-2011）
- （Roy Keane，1993-2005）
- 戴維·梅（英语：David May (footballer)）（David May，1994-2002）
- （Phil Neville，1994-2005）
- 史高斯（Paul Scholes，1994-2011／2012-13）
- （Andy Cole，1995-2001）
- （Ronny Johnsen，1996-2002）
- （Ole Gunnar Solskjær，1996-2007）
- （Henning Berg，1997-2000）
- （Teddy Sheringham，1997-2001）
- （Jaap Stam，1998-2001）
- （Dwight Yorke，1998-2002）
- 布朗（Wes Brown，1998-2011）
- （Quinton Fortune，1996-2006）
- （Mikaël Silvestre，1999-2008）
- 約翰·奧沙（John O'Shea，1999-2011）

2000年代
- （Fabien Barthez，2000-2004）
- （Laurent Blanc，2001-03）
- （Ruud van Nistelrooy，2001-06）
- （Rio Ferdinand，2002-14）
- （Tim Howard，2003-07）
- （Cristiano Ronaldo，2003-09／2021-22）
- 費查（Darren Fletcher，2000-15）
- 軒斯（Gabriel Heinze，2004-07）
- （Alan Smith，2004-07）
- （Louis Saha，2004-08）
- 魯尼（Wayne Rooney，2004-17）
- （Edwin van der Sar，2005-11）
- 朴智星（Park Ji-sung，2005-12）
- 埃夫拉（Patrice Evra，2006-14）
- 維迪奇（Nemanja Vidić，2006-14）
- 卡里克（Michael Carrick，2006-18）
- （Carlos Tevez，2007-09）
- 安德森（Anderson，2007-15）
- （Nani，2007-15）
- 埃文斯（Jonny Evans，2007-15／2023-25）
- （Dimitar Berbatov，2008-12）
- 韋碧克（Danny Welbeck，2008-14）
- （Rafael，2008-15）
- （Antonio Valencia，2009-19）

2010年代
- （Javier Hernández，2010-15）
- （Chris Smalling，2010-19）
- （Paul Pogba，2011-12／2016-2022）
- （Ashley Young，2011-20）
- （Phil Jones，2011-22）
- （David de Gea，2011-23）
- 范佩西（Robin van Persie，2012-15）
- 費蘭尼（Marouane Fellaini，2013-19）
- （Luke Shaw，2014-）
- 布林德（Daley Blind，2014-18）
- （Marcos Rojo，2014-19）
- 埃雷拉（Ander Herrera，2014-19）
- （Jesse Lingard，2012-22）
- 馬塔（Juan Mata，2014-22）
- （Anthony Martial，2015-23）
- （Marcus Rashford，2016-）
- （Zlatan Ibrahimović，2016-18）
- （Eric Bailly，2016-21）
- （Victor Lindelöf，2017-25）
- （Nemanja Matić，2017-22）
- （Scott McTominay，2017-24）
- （Diogo Dalot，2018-）
- （Fred，2018-23）
- （Harry Maguire，2019-）
- （Mason Greenwood，2019-22）
- （Aaron Wan-Bissaka，2019-24）

2020年代
- （Bruno Fernandes，2020-）
- （Casemiro，2022-）

## 職員名單

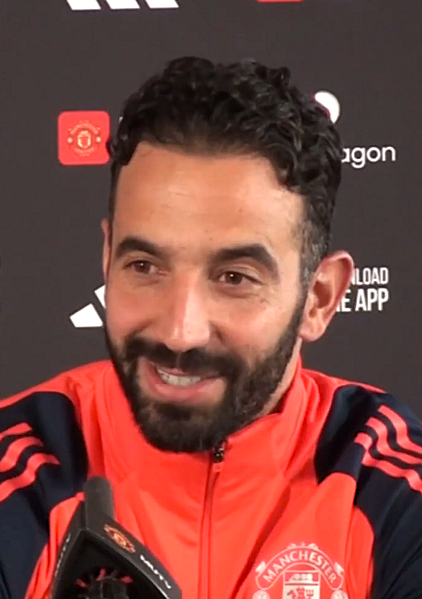
鲁本·阿莫林是曼联主教练

| 職位               | 姓名                                                                                         |
| ------------------ | -------------------------------------------------------------------------------------------- |
| 主教练             | 鲁本·阿莫林 (Ruben Amorim)                                                                   |
| 助理教练           | 卡洛斯·费尔南德斯 (Carlos Fernandes)                                                         |
| 一线队教練         | 艾迪利奧·簡迪度 (Adélio Cândido) 艾文奴爾·費路 (Emanuel Ferro) 达伦·弗莱彻 (Darren Fletcher) |
| 高級守門員教練     | Jorge Vital                                                                                  |
| 助理守門員教練     | 克雷格·莫森 (Craig Mawson)                                                                   |
| 球會醫生           | （Dr. Steve McNally）                                                                        |
| 康复及理疗主管     | 罗宾·萨德勒（Robin Sadler）                                                                  |
| 一线队首席理疗师   | 理查德·梅伦（Richard Merron）                                                                |
| 运动表现主管       | 理查德·霍金斯（Richard Hawkins）                                                             |
| 體能教練           | 保羅·加甸奴（Paulo Gaudino）                                                                 |
| 體能教練           | 查理·歐文（Charlie Owen）                                                                    |
| 体能与力量训练教练 | 迈克尔·克莱格（Michael Clegg）                                                               |
| 首席体育科学家     | 爱德华·朗（Edward Leng）                                                                     |
| 青訓學院總監       | 尼克·考克斯（Nick Cox）                                                                      |
| 球员发展和教练主管 | 特拉维斯·宾尼翁（Travis Binnion）                                                            |
| U23主教练          | 马克·邓普西（Mark Dempsey）                                                                  |
| U18主教练          | 特拉维斯·宾尼翁（Travis Binnion）                                                            |

## 歷任領隊
| 姓名                                 | 在任期間  |
| ------------------------------------ | --------- |
| （待查）                             | 1878-1892 |
| （秘書）                             | 1892-1900 |
| （秘書）                             | 1900-1903 |
| （秘書）                             | 1903-1912 |
| （秘書）                             | 1912-1914 |
| 英格兰                               | 1914-1922 |
|                         | 1921-1927 |
| （球員兼領隊）                       | 1926-1927 |
|                         | 1927-1931 |
|                         | 1931-1932 |
|                         | 1932-1937 |
| 英格兰                               | 1937-1945 |
| 爵士                                 | 1945-1969 |
| （臨時領隊）                         | 1958      |
| 英格兰                               | 1969-1970 |
| 爵士（暫代領隊）                     | 1970-1971 |
| 爱尔兰                               | 1971-1972 |
| 蘇格蘭                               | 1972-1977 |
| 英格兰                               | 1977-1981 |
| 英格兰                               | 1981-1986 |
| 爵士                                 | 1986-2013 |
| 大衛·莫耶斯                          | 2013-2014 |
| 瑞恩·吉格斯 （球員兼領隊、臨時領隊） | 2014      |
| 荷兰                                 | 2014-2016 |
| 葡萄牙                               | 2016-2018 |
| 挪威                                 | 2018-2021 |
| （臨時領隊）                         | 2021      |
| （暫代領隊）                         | 2021-2022 |
| 荷兰                                 | 2022-2024 |
| （暫代領隊）                         | 2024      |
| 葡萄牙                               | 2024-     |

## 管理層

### 擁有權
| 人         | 關聯公司                         | 股份佔比 | 參考資料 |
| ---------- | -------------------------------- | -------- | -------- |
| 格拉沙家族 | Red Football Shareholder Limited | 63.3%    | [ 25 ]   |
|            | 英力士                           | 28.94%   | [ 25 ]   |

### 曼徹斯特聯公眾有限公司
| 職位             | 姓名                                                                                                  |
| ---------------- | --- |
| 執行聯席主席     | 祖爾·格拉沙、艾林·格拉沙                                                                              |
| 行政總裁         | |
| 營運總監         | 哥列迪·洛查                                                                                           |
| 財務總監         | Roger Bell                                                                                            |
| 通訊總監         | Toby Craig                                                                                            |
| 商務總監         | Marc Armstrong                                                                                        |
| 總法律顧問       | Martin Mosley                                                                                         |
| 國際足球關係總監 | 桑-哥迪·布朗                                                                                          |
| 董事             | 祖爾·格拉沙 艾林·格拉沙 奇雲·格拉沙 拜仁·格拉沙 Darcie Glazer Kassewitz 艾華·格拉沙 莊·列斯 Rob Nevin |
| 獨立董事         | Robert Leitão John Hooks                                                                              |

### 曼徹斯特聯足球會
| 職名         | 姓名                              |
| ------------ | --------------------------------- |
| 終身主席     | 馬田·愛華士                       |
| 董事         | 戴夫·比斯福 米高·艾度臣 大衛·基爾 |
| 技術總監     | 積臣·韋確斯                       |
| 球探總監     | 基斯杜化·韋維                     |
| 足球談判總監 | 麥·夏格維斯                       |
| 球隊表現總監 | Sam Erith                         |
| 球會秘書     | Rebecca Britain                   |

## 球會榮譽
曼聯目前累積20次於頂級聯賽封王，是英格蘭奪冠次數最多的俱樂部。曼聯曾經於1950至60年代有過一段輝煌時期，包括1968年首次問鼎歐洲冠軍盃，但一直到1980年代後期才再次加入歐洲勁旅的行列。1991年首次奪得歐洲盃賽冠軍盃，隔年亦在首屆英超聯賽稱冠，也是時隔26年後的首個頂級聯賽冠軍，自此之後曼聯於20個賽季中拿下13次冠軍，並且於1992年到2013年之間從未試過跌出前三。此後，亦從未跌出英超前七名。1999年先後奪得聯賽、足總盃和歐冠冠軍成為歐洲球壇第四支「三冠王」。2007–08年球季開始曼聯另一個輝煌時期，奪得聯賽、社區盾及歐冠冠軍。2008–09年球季再奪得社區盾、聯賽盃及世界冠軍球會盃冠軍。
足總盃方面，曼聯20次進入決賽並且奪得12次冠軍，是奪得足總盃冠軍第二多的球隊（仅次于阿森納的13冠）。
曼聯3次成為本土雙冠王（1994年、1996年及1999年），是全英格蘭獲得本土雙冠王最多的俱樂部。他們在歷史上曾經幾次錯失成為雙冠王的機會：早於1957年便有望首次成為本土雙冠王，雖然獲得聯賽冠軍但足總盃敗於阿士東維拉；2007年雖然也獲得聯賽冠軍，但在重建後的溫布萊球場舉行的首場足總盃決賽中，以一球之差敗給車路士。1994年曼聯雖然成為本土雙冠王，但在聯賽盃決賽不敵阿士東維拉，幾乎成為英格蘭首支本土三冠王。
曼聯一共奪得3次歐冠盃／歐冠聯賽冠軍，是英格蘭球會中第二多，也曾贏得洲際盃及世界冠軍球會盃各1座，是贏得洲際賽事冠軍最多的英格蘭足球會。
| 榮譽                              | 次數     | 年度 |
| 本土聯賽                          | 本土聯賽 | 本土聯賽 |
| --------------------------------- | -------- | --- |
| 英格蘭足球超級聯賽 冠軍           | 13       | 1992–93年，1993–94年，1995–96年，1996–97年，1998–99年， 1999–2000年，2000–01年，2002–03年，2006–07年，2007–08年， 2008–09年，2010–11年，2012–13年            |
| 英格蘭甲組聯賽（頂級） 冠軍       | 7        | 1907–08年 1910–11年 1951–52年 1955–56年 1956–57年 1964–65年 1966–67年                                                                                        |
| 英格蘭乙組聯賽（第二級） 冠軍     | 2        | 1935–36年 1974–75年 |
| 本土盃賽                          |          | |
| 英格蘭足總盃 冠軍                 | 13       | 1908–09年，1947–48年，1962–63年，1976–77年，1982–83年 1984–85年，1989–90年，1993–94年，1995–96年，1998–99年， 2003–04年，2015–16年，2023–24年                |
| 英格蘭聯賽盃 冠軍                 | 6        | 1991–92年, 2005–06年, 2008–09年, 2009–10年, 2016–17年 2022–23年                                                                                              |
| 英格蘭慈善盾／社區盾 冠軍         | 21       | 1908年 1911年 1952年 1956年 1957年 1965年* 1967年* 1977年* 1983年 1990年* 1993年 1994年 1996年 1997年 2003年 2007年 2008年 2010年 2011年 2013年 2016年 *並列 |
| 英格蘭足總青年盃 冠軍             | 11       | 1953年 1954年 1955年 1956年 1957年 1964年 1992年 1995年 2003年 2011年 2022年                                                                                 |
|                                   |          | |
| 歐洲賽事 (決賽比數及對手)         |          | |
| 歐洲冠軍球會盃／欧洲冠军联赛 冠軍 | 3        | 1967–68年 4–1 對葡萄牙賓菲加 1998–99年 2–1 對德國拜仁慕尼黑 2007–08年 1–1（十二碼 6–5） 對英格蘭車路士                                                       |
| 歐霸盃 冠軍                       | 1        | 2016–17年 2–0 對荷蘭阿積士 |
| 冠軍                              | 1        | 1990–91年 2–1 對西班牙巴塞羅那 |
| 歐洲超級盃 冠军                   | 1        | 1991年 1–0 對南斯拉夫（今塞爾維亞）貝爾格勒紅星 |
| 國際賽事 (決賽比數及對手)         |          | |
| 洲際盃 冠军                       | 1        | 1999年 1–0 對巴西彭美拉斯 |
| 世界冠軍球會盃 冠军               | 1        | 2008年 1–0 對厄瓜多爾利加大學 |

其他成就
雙冠王及三冠王
- 雙冠王（聯賽及足總盃）：3次（英格蘭球隊之冠）
  - 1994年，1996年，1999年
- 歐洲雙冠王（聯賽及歐冠盃/歐冠聯賽）：2次（英格蘭球隊之冠）
  - 1999年，2008年
- 三冠王（聯賽，足總盃及歐冠盃）：1次（為英格蘭唯二達此成就的球隊）
  - 1999年

歐洲三大盃大滿貫

## 英超記錄

曼聯1892年至2024年聯賽表現

曼聯是英格兰足球超级联赛在1992－93賽季成立的創始成員，並於同年奪得首屆冠軍。由費格遜帶領的曼聯在26個球季中，奪得13次英超冠軍且從未跌出前三名，同時也以20次奪冠的紀錄超過主要對手利物浦（19 次）成為英格蘭頂級聯賽奪冠次數最多的球隊。
| 1992－1993年             | 冠 軍                    | 42   | 24   | 12  | 6   | 67   | 31   | 84   | （第 1 次）        |  |  |  |  |
| 1993－1994年             | 冠 軍                    | 42   | 27   | 11  | 4   | 80   | 38   | 92   | （第 2 次）        |  |  |  |  |
| 1994－1995年             | 亞 軍                    | 42   | 26   | 10  | 6   | 77   | 28   | 88   | 布力般流浪（89分） |  |  |  |  |
| 1995－1996年             | 冠 軍                    | 38   | 25   | 7   | 6   | 73   | 35   | 82   | （第 3 次）        |  |  |  |  |
| 1996－1997年             | 冠 軍                    | 38   | 21   | 12  | 5   | 76   | 44   | 75   | （第 4 次）        |  |  |  |  |
| 1997－1998年             | 亞 軍                    | 38   | 23   | 8   | 7   | 73   | 26   | 77   | 阿仙奴（78分）     |  |  |  |  |
| 1998－1999年             | 冠 軍                    | 38   | 22   | 13  | 3   | 80   | 37   | 79   | （第 5 次）        |  |  |  |  |
| 1999－2000年             | 冠 軍                    | 38   | 28   | 7   | 3   | 97   | 45   | 91   | （第 6 次）        |  |  |  |  |
| 2000－2001年             | 冠 軍                    | 38   | 24   | 8   | 6   | 79   | 31   | 80   | （第 7 次）        |  |  |  |  |
| 2001－2002年             | 季 軍                    | 38   | 24   | 5   | 9   | 87   | 45   | 77   | 阿仙奴（87分）     |  |  |  |  |
| 2002－2003年             | 冠 軍                    | 38   | 25   | 8   | 5   | 74   | 34   | 83   | （第 8 次）        |  |  |  |  |
| 2003－2004年             | 季 軍                    | 38   | 23   | 6   | 9   | 64   | 35   | 75   | 阿仙奴（90分）     |  |  |  |  |
| 2004－2005年             | 季 軍                    | 38   | 22   | 11  | 5   | 58   | 26   | 77   | 車路士（95分）     |  |  |  |  |
| 2005－2006年             | 亞 軍                    | 38   | 25   | 8   | 5   | 72   | 34   | 83   | 車路士（91分）     |  |  |  |  |
| 2006－2007年             | 冠 軍                    | 38   | 28   | 5   | 5   | 83   | 27   | 89   | （第 9 次）        |  |  |  |  |
| 2007－2008年             | 冠 軍                    | 38   | 27   | 6   | 5   | 80   | 22   | 87   | （第 10 次）       |  |  |  |  |
| 2008－2009年             | 冠 軍                    | 38   | 28   | 6   | 4   | 68   | 24   | 90   | （第 11 次）       |  |  |  |  |
| 2009－2010年             | 亞 軍                    | 38   | 27   | 4   | 7   | 86   | 28   | 85   | 車路士 （86分）    |  |  |  |  |
| 2010－2011年             | 冠 軍                    | 38   | 23   | 11  | 4   | 78   | 37   | 80   | （第 12 次）       |  |  |  |  |
| 2011－2012年             | 亞 軍                    | 38   | 28   | 5   | 5   | 89   | 33   | 89   | 曼城 （89分）      |  |  |  |  |
| 2012－2013年             | 冠 軍                    | 38   | 28   | 5   | 5   | 86   | 43   | 89   | （第 13 次）       |  |  |  |  |
| 2013－2014年             | 第 7 位                  | 38   | 19   | 7   | 12  | 64   | 43   | 64   | 曼城 （86分）      |  |  |  |  |
| 2014－2015年             | 殿 軍                    | 38   | 20   | 10  | 8   | 62   | 37   | 70   | 車路士 （87分）    |  |  |  |  |
| 2015－2016年             | 第 5 位                  | 38   | 19   | 9   | 10  | 49   | 35   | 66   | 李斯特城 （81分）  |  |  |  |  |
| 2016－2017年             | 第 6 位                  | 38   | 18   | 15  | 5   | 54   | 29   | 69   | 車路士 （93分）    |  |  |  |  |
| 2017－2018年             | 亞 軍                    | 38   | 25   | 6   | 7   | 68   | 28   | 81   | 曼城 （100分）     |  |  |  |  |
| 2018－2019年             | 第 6 位                  | 38   | 19   | 9   | 10  | 65   | 54   | 66   | 曼城 （98分）      |  |  |  |  |
| 2019－2020年             | 季 軍                    | 38   | 18   | 12  | 8   | 66   | 36   | 66   | 利物浦 （99分）    |  |  |  |  |
| 2020－2021年             | 亞 軍                    | 38   | 21   | 11  | 6   | 73   | 44   | 74   | 曼城 （86分）      |  |  |  |  |
| 2021－2022年             | 第 6 位                  | 38   | 16   | 10  | 12  | 57   | 57   | 58   | 曼城 （93分）      |  |  |  |  |
| 2022－2023年             | 季軍                     | 38   | 23   | 6   | 9   | 58   | 43   | 75   | 曼城 （89分）      |  |  |  |  |
| 2023－2024年             | 第 8 位                  | 38   | 18   | 6   | 14  | 57   | 58   | 60   | 曼城 （91分）      |  |  |  |  |
| 2024－2025年             | 第 15 位                 | 38   | 11   | 9   | 18  | 44   | 54   | 42   | 利物浦 （84分）    |  |  |  |  |
| 總計(截至2024－25年球季) | 總計(截至2024－25年球季) | 1266 | 755  | 278 | 233 | 2300 | 1221 | 2543 |                    |  |  |  |  |
| 平均                     | 平均                     | 38   | 23.0 | 8.3 | 6.7 | 71.2 | 36.2 | 77.4 |                    |  |  |  |  |

## 頂級聯賽成績
曼聯在1892年至2022年在頂級聯賽1共停留95個賽季（僅次於愛華頓、阿士東維拉、利物浦及阿仙奴的最高賽季停留頂級聯賽紀錄），取得以下成績：
| 名次    | 次數 | 名次     | 次數 | 名次     | 次數 |
| ------- | ---- | -------- | ---- | -------- | ---- |
| 冠 軍   | 20   | 第 9 位  | 4    | 第 17 位 | 1    |
| 亞 軍   | 16   | 第 10 位 | 1    | 第 18 位 | 3    |
| 季 軍   | 8    | 第 11 位 | 3    | 第 19 位 | 1    |
| 第 4 位 | 8    | 第 12 位 | 2    | 第 20 位 | 0    |
| 第 5 位 | 3    | 第 13 位 | 4    | 第 21 位 | 2    |
| 第 6 位 | 5    | 第 14 位 | 2    | 第 22 位 | 2    |
| 第 7 位 | 3    | 第 15 位 | 2    |          |      |
| 第 8 位 | 6    | 第 16 位 | 2    |          |      |

- 曼聯是在頂級聯賽取得首名次數最多的球隊。
- 曼聯是參與所有超聯賽季的六支球隊之一（其餘是：阿仙奴、切尔西、埃弗顿、利物浦及）。

## 球會紀錄
更新日期：2017年1月10日 (二) 20:47 (UTC)

### 球員
- 最多入球的球員：

| 排名 | 球員                      | 效力年份            | 出場次數 | 進球數目 | 進球率 |
| ---- | ------------------------- | ------------------- | -------- | -------- | ------ |
| 1    | 韋恩·魯尼（Wayne Rooney） | 2004-2017           | 559      | 253      | 0.45   |
| 2    | （Sir Bobby Charlton）    | 1954-1973           | 758      | 249      | 0.33   |
| 3    | （Denis Law）             | 1962-1973           | 404      | 237      | 0.59   |
| 4    | （Jack Rowley）           | 1937-1955           | 424      | 212      | 0.5    |
| 5    | （Dennis Viollet）        | 1949-1962           | 293      | 179      | 0.61   |
| 6    | （George Best）           | 1963-1974           | 470      | 179      | 0.38   |
| 7    | （Joe Spence）            | 1919-1933           | 510      | 168      | 0.33   |
| 8    | 瑞恩·吉格斯（Ryan Giggs） | 1990-2014           | 963      | 168      | 0.17   |
| 9    | （Mark Hughes）           | 1980-1986 1988-1995 | 467      | 163      | 0.35   |
| 10   | （Paul Scholes）          | 1994-2011 2012-2013 | 718      | 155      | 0.22   |

- 上陣次數最多的球員：傑斯（963場）

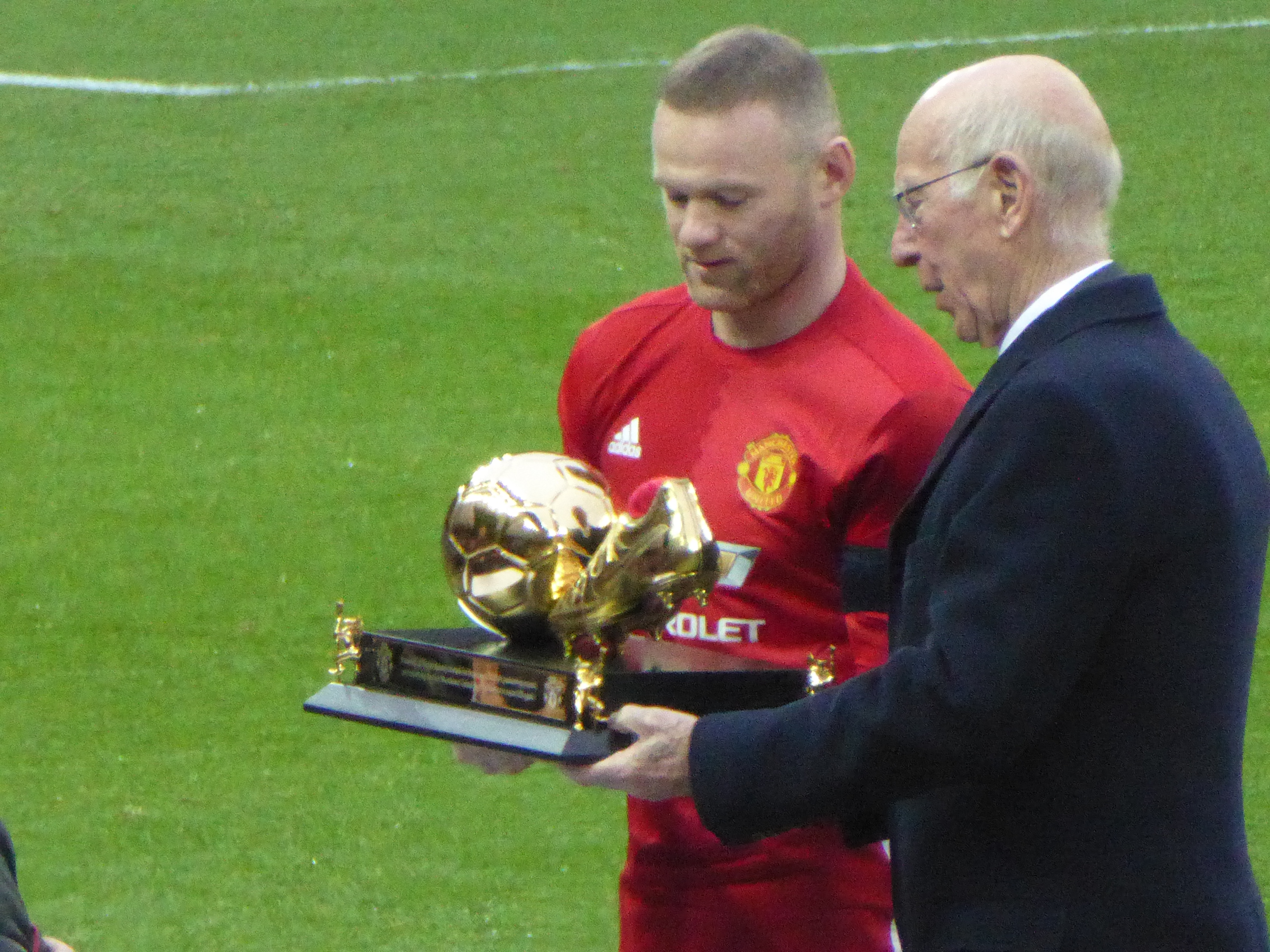
朗尼（左）打破卜比·查爾頓爵士（右）的入球紀錄，成為曼聯最多入球的球員

- 聯賽入球最多的球員：博比·查尔顿（199球，1956年－1973年）
- 頂級聯賽上陣次數最多的球員：吉格斯（652場，1990年－2014年）
- 單季最高入球：丹尼士·羅（46球，1963年／1964年）
- 一季聯賽最多入球的球員：（32球，1959年－1960年甲組聯賽）
- 一場最多入球的球員：哈罗德·希斯（6球，1911年9月25日對史雲頓），佐治·貝斯（6球，1970年2月7日對北安普顿）
- 代表所屬國家隊上陣次數最多的球員：基斯坦奴·朗拿度（葡萄牙國家隊，154場）
- 代表英格蘭代表隊上陣次數最多的球員：韦恩·鲁尼（英格蘭代表隊，120場）
- 最快的入球：15秒，傑斯（對修咸頓，1995年1月18日英格蘭超級聯賽）

### 比賽
- 聯賽最大的勝仗：10 - 1 對狼隊（1892年10月15日，甲組聯賽）
- 英超最大的勝仗：9 - 0 對葉士域治（1995年3月），9 - 0 對修咸頓（2021年2月）
- 盃賽最大的勝仗：10 - 0 對安德列治（1956年9月26日，歐洲冠軍球會盃預賽）
- 作客最大的勝仗：8 - 1 對諾定咸森林（1999年2月）
- 最長不敗紀錄：45場（1998年12月24日－1999年10月3日）
- 一季聯賽最多入球紀錄：103球（1956年／1957年，1958年／1959年）
- 一季聯賽最多得分紀錄：92分（1993年／1994年，42場），91分（1999年／2000年，38場）
- 最長不失球記錄：1311分鐘（2008年／2009年）；註：亦為五大聯賽記錄
- 淘汰赛阶段的最大净胜比分：7-1 对罗马（2006—07赛季1/4决赛次回合）
- 歷史最大敗仗：7-0 對利物浦 (2022-2023賽季，作客場)

### 入座人數
- 最高主場入座紀錄：83,250人（緬因路球場對阿森纳，1948年1月7日甲組聯賽）
- 最高作客入座紀錄：135,000人（班拿貝球場對皇家馬德里，1957年4月11日歐洲冠軍球會盃）
- 英超最高入座紀錄：76,098人（奧脫福球場對布力般流浪，2007年3月31日超級聯賽）

## 主要对手
曼联主要的對手除了六大豪門的其他俱樂部（利物浦、兵工廠、曼城、切爾西、熱刺）之外，也和利兹联形成宿敵關係。當中以與利物浦、曼城和列斯聯三隊的關係最為緊張。
1960年代，利物浦与曼联是英格兰足坛最出色的兩支球队。2007年夏天，阿根廷后卫海因策试图转会利物浦但被俱乐部拒绝，而時任曼聯主帅弗格森的回答是：“曼联永远不会出售球员给利物浦，永远不會。”上一次曼联有一线球员转会至利物浦已經是1964年的菲尔·奇斯诺尔（Phil Chisnall）。
與同城俱樂部曼城的恩怨则可以追溯至19世纪，自從曼联前身纽顿希斯建立後這两支球队便互相较劲。與阿仙奴的競爭主要源自兩隊分別由費格遜爵士和雲格執教的時候，當時雲格的阿仙奴曾經是費格遜的曼聯在國內的最強勁敵，兩隊球員之間的場內衝突以至交易不時引起注目。車路士自2004年摩連奴首季領軍即打破過去數季曼聯和阿仙奴壟斷英超冠軍的現象，亦成為曼聯的勁敵。
其他历史上比较重要的对手有同处英格兰北部的埃弗顿及利兹联队。當年鲁尼和从这两支球队转會曼联時都曾引起对方球迷的不满，尤其轉會曼聯後惹起利兹联队球迷非常大的反彈。

## 延伸阅读
- Andrews, David L. (编). . London: Routledge. 2004. ISBN 978-0-415-33333-7.
- Barnes, Justyn; Bostock, Adam; Butler, Cliff; Ferguson, Jim; Meek, David; Mitten, Andy; Pilger, Sam; Taylor, Frank OBE; Tyrrell, Tom.  3rd. London: Manchester United Books. 2001 [1998]. ISBN 978-0-233-99964-7.
- Bose, Mihir. . London: Aurum Press. 2007. ISBN 978-1-84513-121-0.
- Crick, Michael; Smith, David. . London: Pan Books. 1990. ISBN 978-0-330-31440-4.
- Devlin, John. . London: A & C Black. 2005. ISBN 978-0-7136-7389-0.
- Dobson, Stephen; Goddard, John. . Fort, Rodney; Fizel, John  (编). . Westport, CT: Praeger Publishers. 2004. ISBN 978-0-275-98032-0.
- Dunning, Eric. . London: Routledge. 1999. ISBN 978-0-415-09378-1.
- Hamil, Sean. . Chadwick, Simon; Arth, Dave  (编). . Oxford: Butterworth-Heinemann. 2008. ISBN 978-0-7506-8543-6.
- Inglis, Simon.  3rd. London: CollinsWillow. 1996 [1985]. ISBN 978-0-00-218426-7.
- James, Gary. . Halifax: James Ward. 2008. ISBN 978-0-9558127-0-5.
- Morgan, Steve. McLeish, Ian , 编. . Inside United. March 2010, (212). ISSN 1749-6497.
- Murphy, Alex. . London: Orion Books. 2006. ISBN 978-0-7528-7603-0.
- Shury, Alan; Landamore, Brian. . SoccerData. 2005. ISBN 978-1-899468-16-4.
- Tyrrell, Tom; Meek, David.  5th. London: Hamlyn. 1996 [1988]. ISBN 978-0-600-59074-3.
- White, Jim. . London: Sphere. 2008. ISBN 978-1-84744-088-4.
- White, John.  2nd. London: Carlton Books. 2007 [2005]. ISBN 978-1-84442-745-1.